# Советская (Баку)
Советская (азерб. Sovetski) — неофициальное название исторического жилого квартала в Ясамальском районе города Баку в Азербайджане, расположенного сегодня между проспектом Наримана Нариманова (бывшая улица Советская) и улицей Мирзы Ибрагимова и между улицами Низами и Ибрагима Абилова. На Советской много жилых домов, возрастом более ста лет, мечети, бани, музеи, дома, где жили известные личности. Часть жилого массива, расположенная к югу от улицы Физули и к востоку от мечети Тезепир, и прилегающая к этой части с юга территория за пределами крепостной стены известна также под названием «Байыр-шехер», что означает «Внешний город» (в противовес Ичери-шехеру — «Внутреннему городу», исторической части Баку в пределах крепостной стены).
В 2014—2016 гг. в связи с дорожно-ремонтными работами значительная часть жителей Советской была выселена, а их дома снесены. Среди снесённых домов были и охраняемые некогда государством архитектурные памятники истории и культуры.

## Архитектурные памятники Советской
Согласно распоряжению Кабинета министров Азербайджанской Республики 2 августа 2001 года на территории Советской было расположено около 200 жилых домов, 9 бань, 4 мечети, 1 церковь и около 10 образовательных и медицинских учреждений, являвшихся архитектурными памятниками истории и культуры местного значения.
| |  |
| Здание Союза архитекторов Азербайджана (улица Муртуза Мухтарова 24, построено в 1899 году архитектором Евгением Скибинским) и Русско-православная церковь Архангела Михаила (улица Заргарпалан 38, построена в 1845 году) |  |

Ещё три объекта, расположенные на данной территории, являются архитектурными памятниками истории и культуры национального значения. Это мечети Тезепир (построена в 1905-1915 гг. архитектором Зивер-беком Ахмедбековым) и Гаджи Султан Али (построена в 1910 году архитектором Иосифом Плошко), а также здание Союза архитекторов Азербайджана (построено в 1899 году архитектором Евгением Скибинским).
В марте 2014 года согласно Министерству культуры и туризма Азербайджана на Советской было около 230 архитектурных памятников истории и культуры. Среди них были жилые дома, мечети, бани, церковь, водонапорные башни для подачи шолларской воды. Согласно генеральному плану города Баку в связи с начавшимися в 2014 году работами по укладке дорог и коммуникационных линий началось выселение жителей старых домов и снос последних. Новые дороги будут продолжением Зимнего бульвара и протянутся от здания Азербайджанского драматического театра до проспекта Наримана Нариманова между станцией метро «Низами Гянджеви» и улицами Балабаба Меджидова, Абдуллы Шаига и Сулеймана Рагимова. По словам председателя комиссии по переселению при исполнительной власти Ясамальского района Самеда Исламова, 76 архитектурных памятников на Советской будут снесены как утратившие своё историческое значение.
По словам министра культуры и туризма Азербайджана Абульфаса Гараева 118 исторических памятников на Советской будут сохранены. Министр отметил, что хотя некоторые из них и не представляют архитектурную ценность, но будут сохранены как музеи. В качестве примера он привёл здания, в которых расположены дома-музеи Абдуллы Шаига и Джалила Мамедкулизаде. Согласно Гараеву, будут сохранены и здания, которые не столь значимы, но имеют уникальные архитектурные узоры на фасадах. По словам министра, около 30 зданий второй категории по значению также будут сохранены.
23 мая 2016 года Кабинет Министров Азербайджана сделал поправки в распоряжение об охраняемых памятниках Азербайджана, согласно которому некоторые памятники архитектуры на Советской были исключены из списка. Это водонапорные башни шолларской воды XIX века, дом на улице Заргарпалан 43 (1914 года постройки), дом на улице Сулеймана Рагимова 44 (1900 года постройки; сносится), дома на улице Набат Ашурбековой 48 (1900 года постройки), 61 (1900 года постройки), 63 (1908 года постройки), 65 (1902 года постройки), 67 (1907 года постройки), дома на улице Мирза Ага Алиева 102 (1916 года постройки), 115 (1910 года постройки; снесён в 2016), 124 (1900 года постройки; снесён в 2016), 126 (1890 года постройки), дома на улице М. Ф. Ахундова 13 (1915 года постройки), 25 (1900 года постройки), 43 (1900 года постройки), 45 (1909 года постройки), дом на переулке М. Ф. Ахундова 18 (1902 года постройки), Здание бани на улице Муртуза Мухтарова 83 (1888 года постройки), дома на улице Чингиза Мустафаева 53 (1892 года постройки), 57-59 (1885 года постройки), 69 (1896 года постройки) и 89 (1892 года постройки). В конце мая министр культуры и туризма Азербайджана Абульфас Гараев заявил, что некоторые здания были осмотрены специалистами Национальной академии наук и МЧС Азербайджана и исключены из списка исторических памятников на основании заключения экспертов и решения министерства как потерявшие свою устойчивость. Тем не менее, по словам министра, некоторые элементы орнамента этих зданий с архитектурной точки зрения очень важны, и поэтому они будут демонтированы, систематизированы и сохранены.

Некоторые дома на Советской, исключённые из списка охраняемых памятников Азербайджана
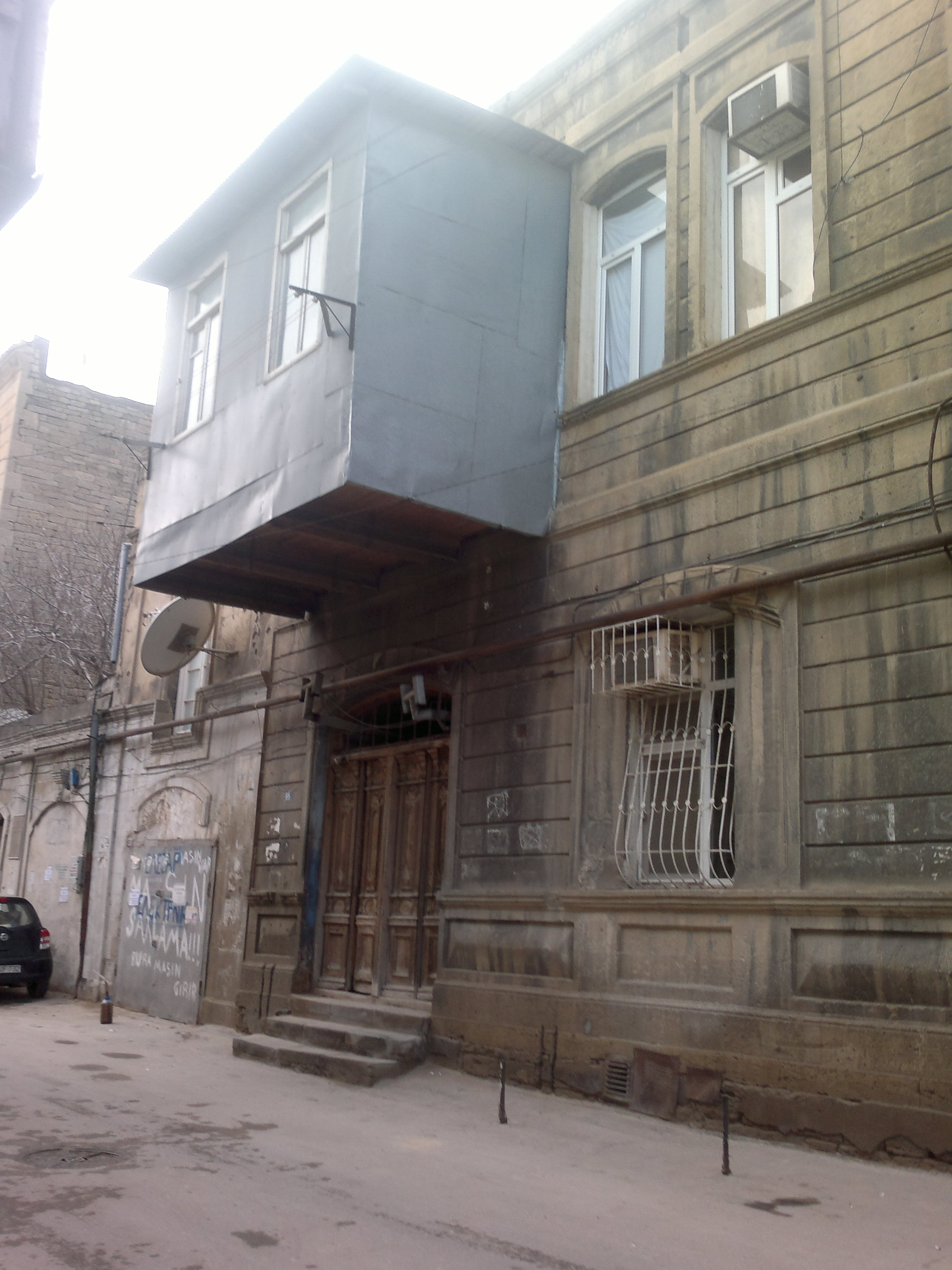
Улица Набат Ашурбековой 65 (построен в 1902 году)
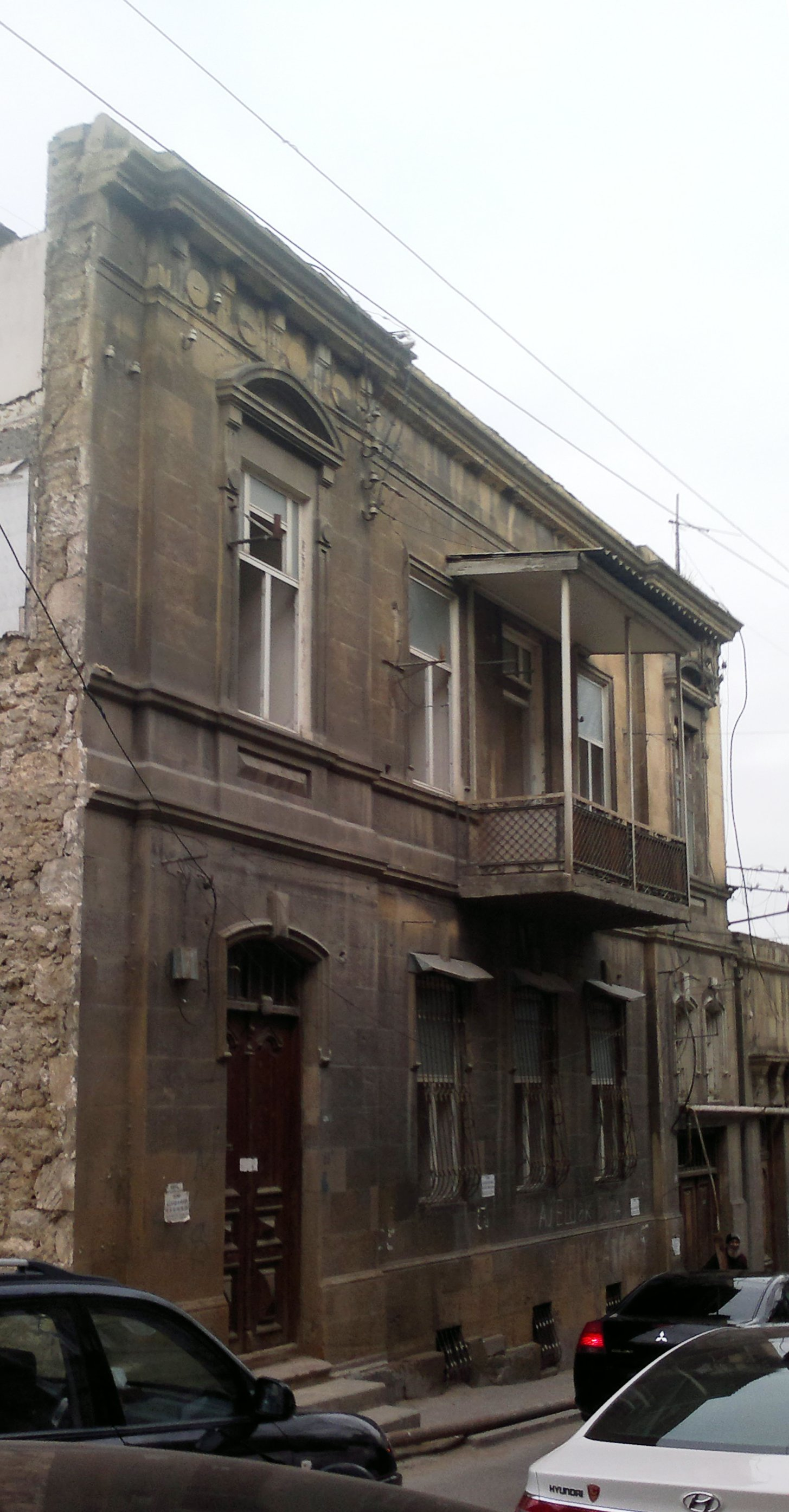
Улица Чингиза Мустафаева 69 (построен в 1896 году)
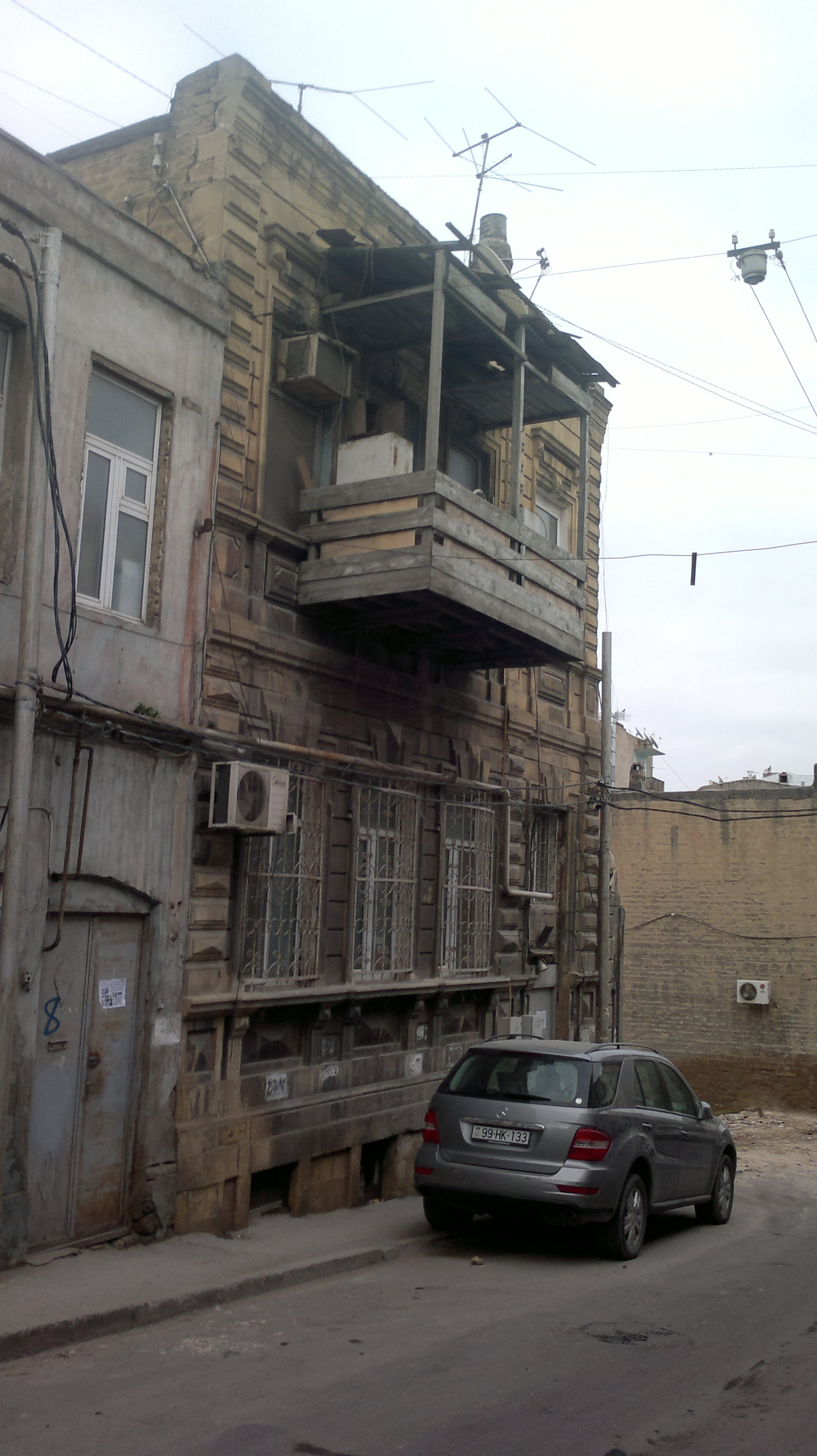
Улица Чингиза Мустафаева 89 (построен в 1892 году)

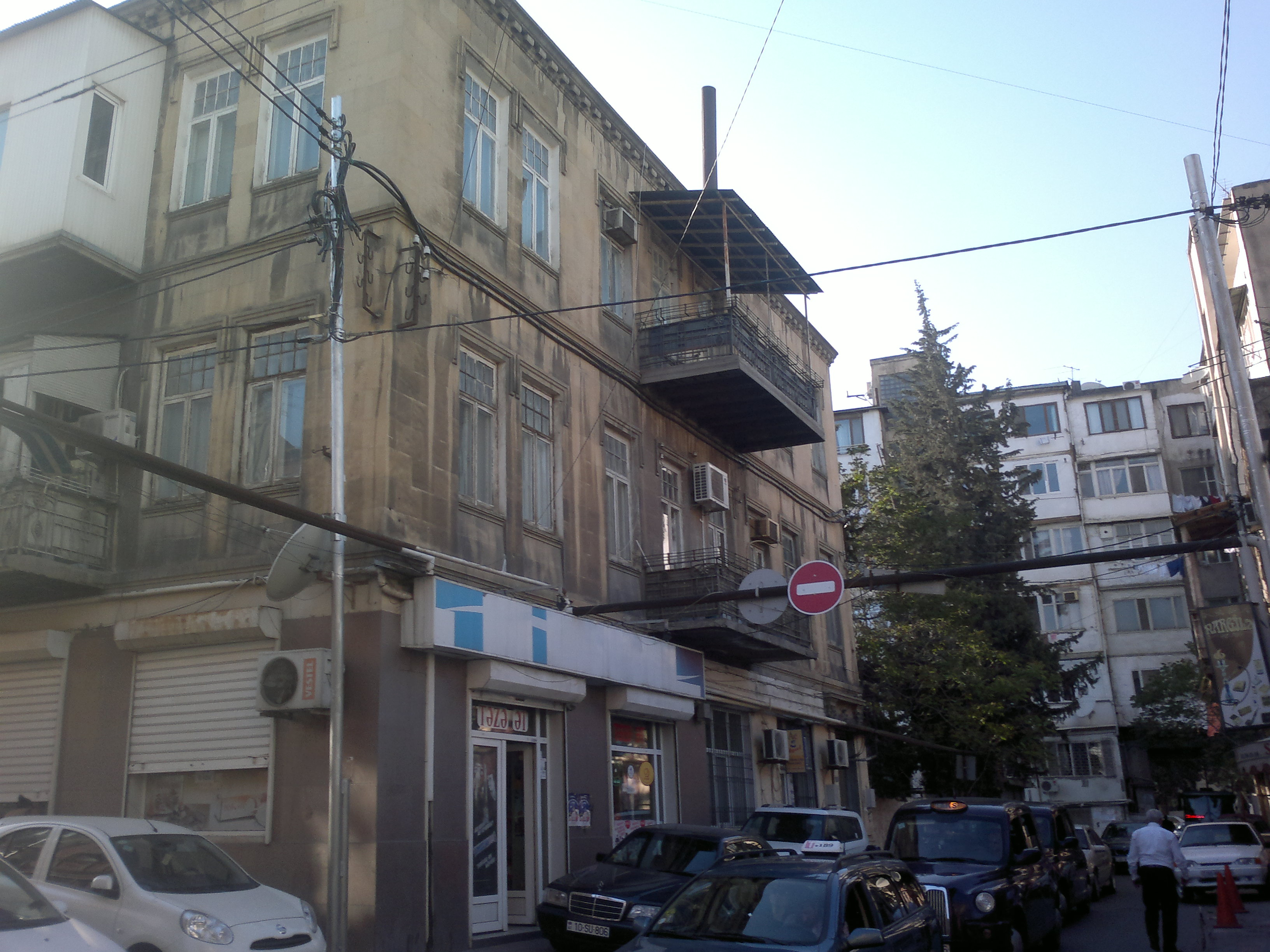
Улица Заргарпалан 43 (построен в 1914 году)
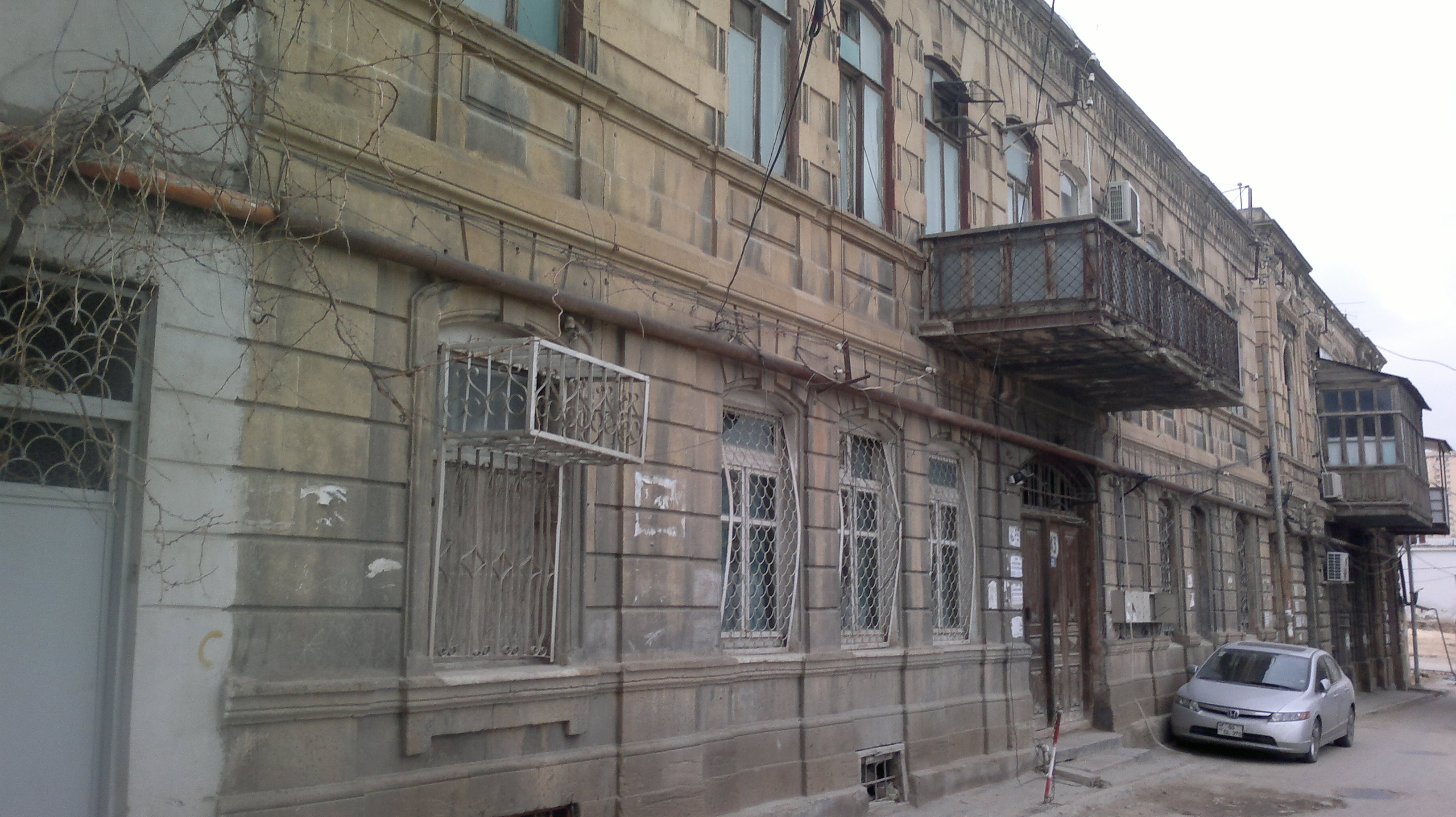
Улица Мирза Фатали Ахундова 43 (построен в 1900 году)

### Жилые дома

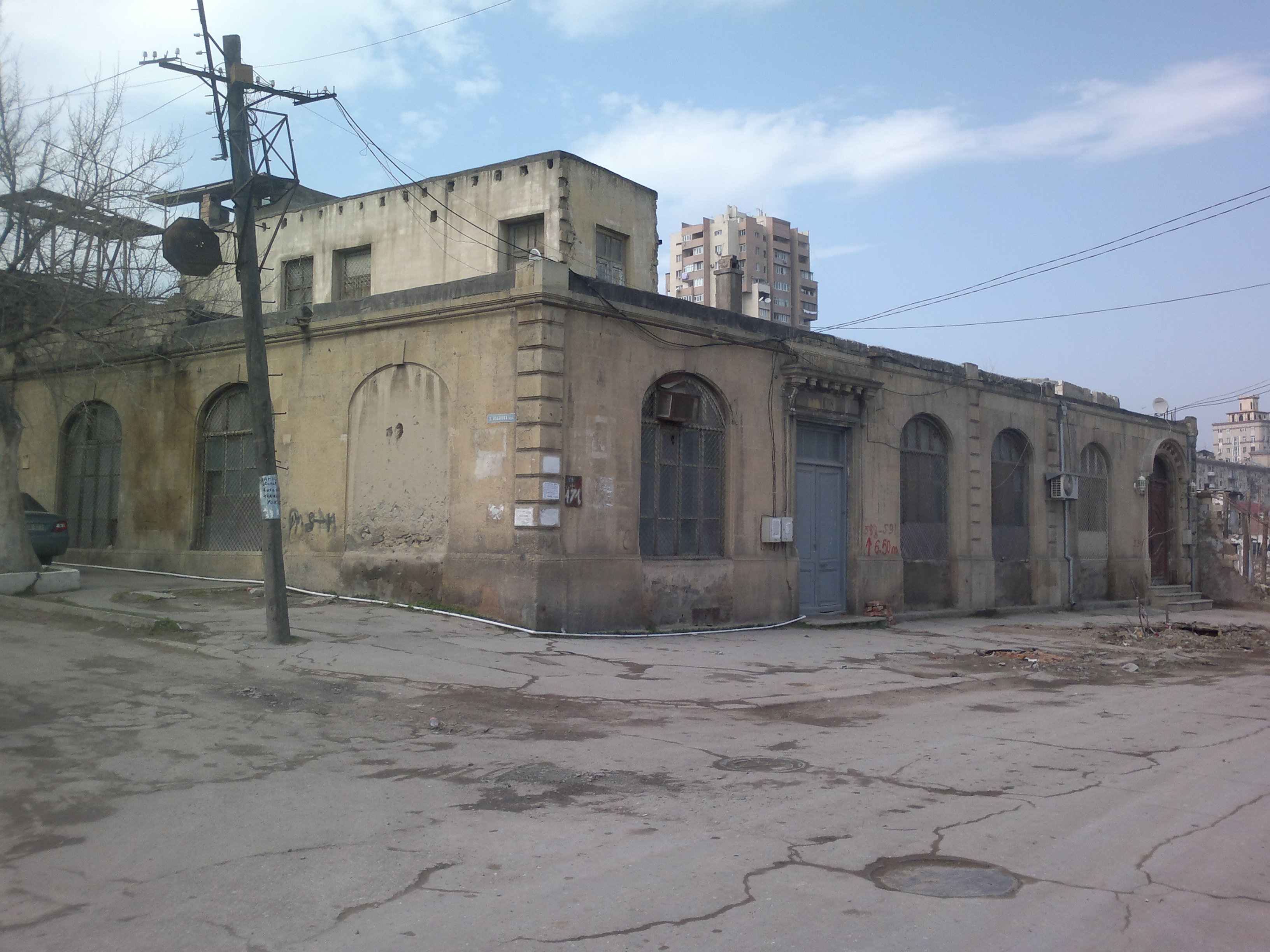
Дом, расположенный по адресу улица Абдулла Шаига 171 (построен в 1338 году хиджры)

На территории Советской много жилых домов, построенных в конце XIX века — начала XX века и являющихся архитектурными памятниками истории и культуры. Так, дом, расположенный по адресу улица Абдулла Шаига 171, был построен в 1338 году хиджры, о чём свидетельствует дата постройки на фасаде здания. В некоторых дома проживали известные личности и представители интеллигенции, о чём свидетельствует и ряд мемориальных досок на фасадах некоторых домов. К примеру, в одном из домов по 1-му переулку улицы Абдулла Шаига жили народный артист Эльдениз Зейналов, актёр Гасанага Салаев и ханенде Хан Шушинский. Часть этого переулка была снесена в 2013 году и на её месте — построена парковка близстоящего небоскрёба (бизнес-центр «Sapphire plaza»). Дом, в котором с 1914 по 1937 год жил Абдулла Шаиг, также находится на этой улице, в доме № 21. Ныне здесь функционирует квартира-музей поэта.

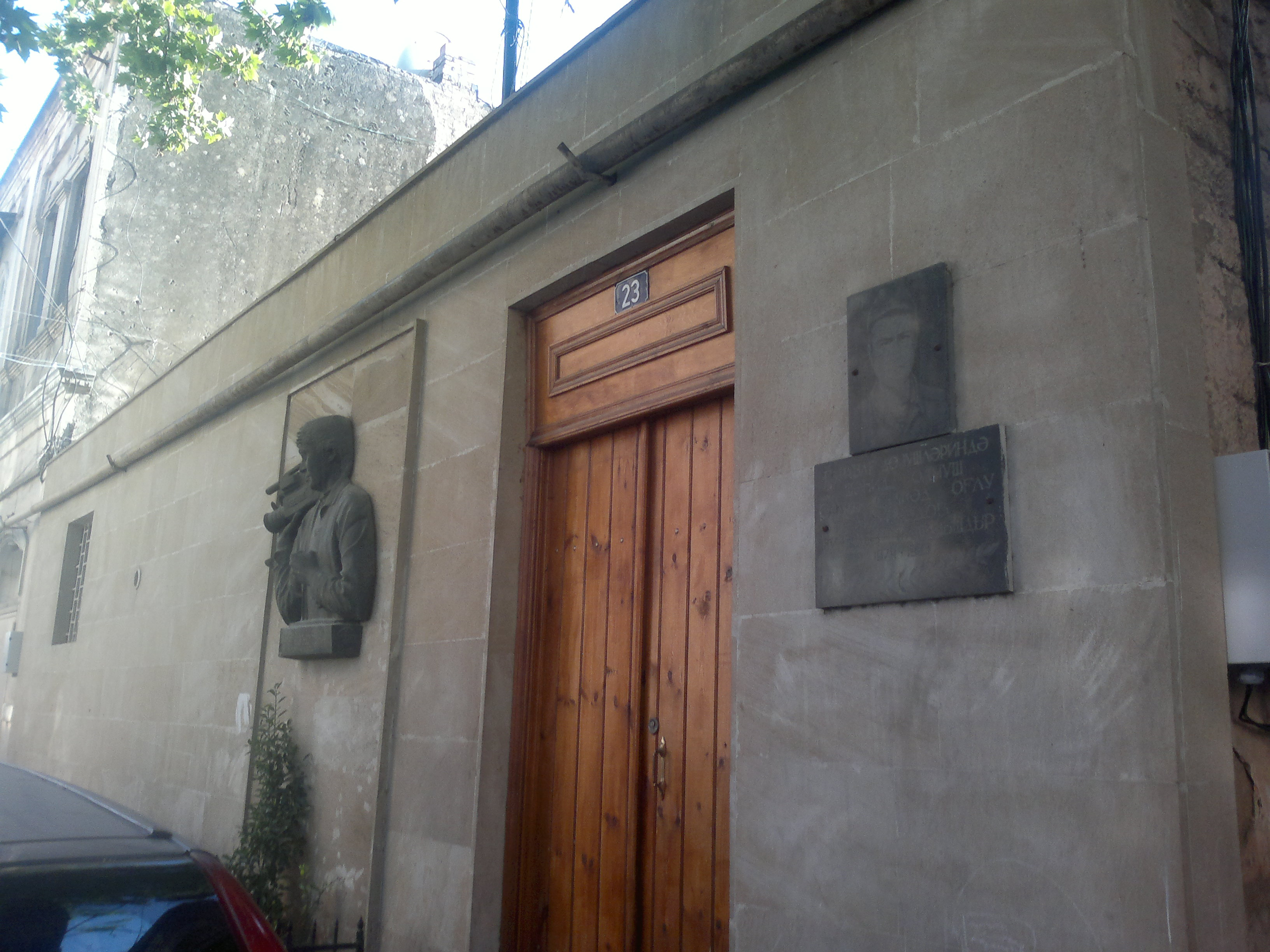
Дом, в котором жил Чингиз Мустафаев (улица Муртуза Мухтарова 23)

В доме № 8 по 7-му переулку улицы Мирза Фатали Ахундова родилась и проживала певица Шовкет Алекперова. В соседнем дома № 9 жил народный артист Ильхам Намик Кямал. В доме, расположенном на пересечении улиц Сулеймана Тагизаде и Заргарпалана, с 1924 по 1937 год жил учёный-тюрколог Халид-Саид Ходжаев. Дом-музей Джалила Мамедкулизаде также расположен на улице Сулеймана Тагизаде, в доме № 56. В соседнем доме № 58 жил актёр Сулейман Тагизаде, чьим именем и названа улица. В доме № 68 на этой улице с 1921 по 1933 год жил государственный и общественный деятель Джавад-бек Мелик-Еганов, чья мемориальная доска была установлена на этом доме в 1998 году.
В доме № 82 на улице Набат Ашурбековой жил революционер Ашум Алиев, о чём свидетельствовала и его мемориальная доска на фасаде дома. В доме № 115 по улице Мирза Ага Алиева (1910 года постройки) жил актёр, народный артист Азербайджана Аббас Мирза Шарифзаде. В доме, расположенном чуть выше по этой же улице, № 102 (1916 года постройки) жил журналист Осман Мирзоев, погибший во время крушения вертолёта близ села Каракенд в 1991 году. Квартира другого погибшего на войне азербайджанского журналиста, Национального героя Азербайджана Чингиза Мустафаева также расположена на Советской (в доме № 23 по улице Муртуза Мухтарова).

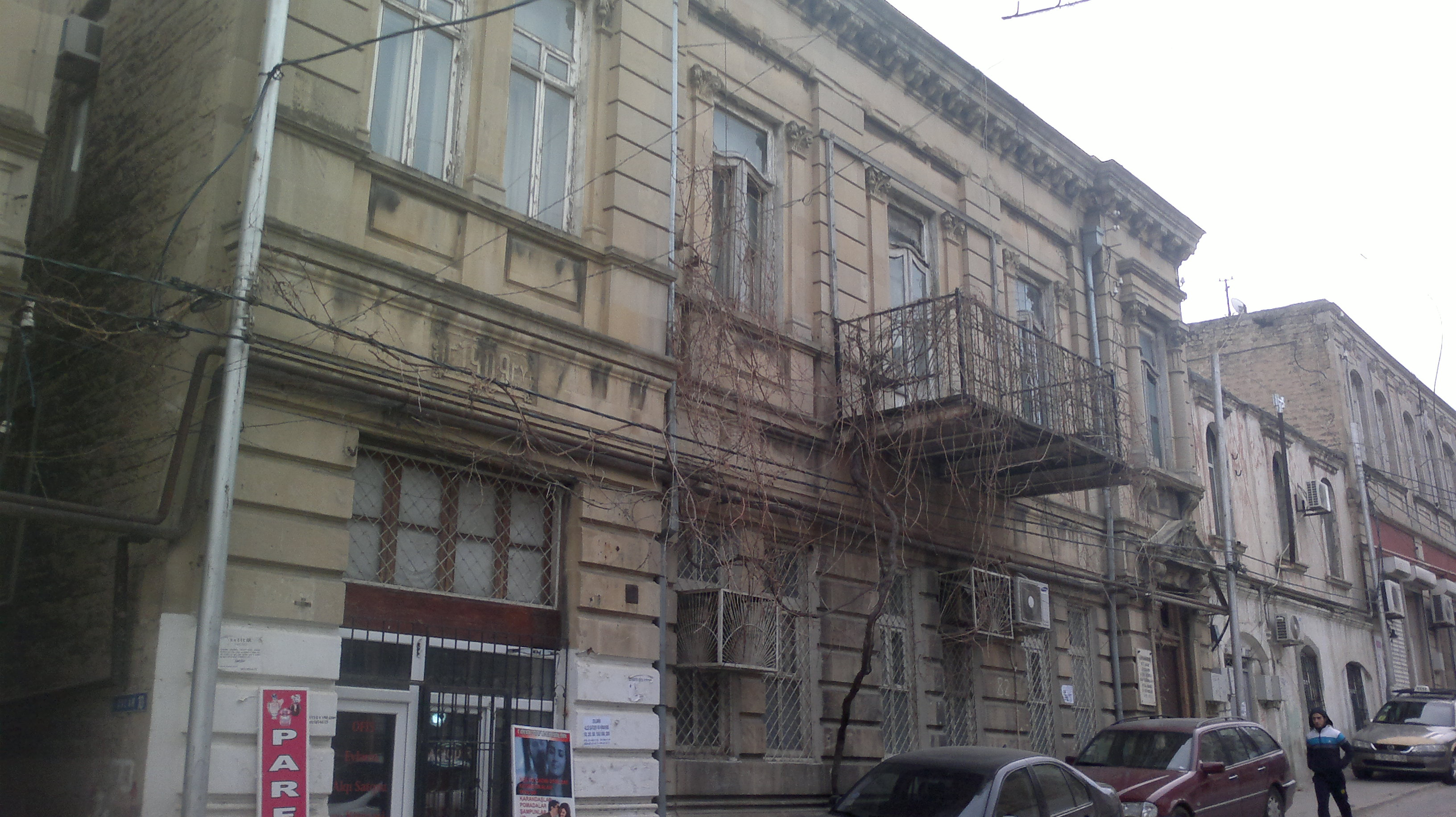
Дом, в котором жил композитор Асеф Зейналлы (улица Чингиза Мустафаева 82, построен в 1909 году)

На Советской родился и писатель Рустам Ибрагимбеков. По его же собственным словам, он вырос на махалля между баней Ахунда и площадью Кёмюрчу, здесь он сформировался как личность. В 1903 году на Нагорную махалля на Советской переехал Джафар Джаббарлы. Сегодня в доме № 44 по улице Исмаил-бека Куткашинского расположен дом-музей Джаббарлы. В этом махалля 5 июня 1908 года родился и поэт Микаил Мушфиг. До самого своего ареста Мушфиг прожил в доме № 108 по улице Сулеймана Рагимова.
На Советской, в доме № 67 по улице Шамиля Азизбекова жил композитор Узеир Гаджибеков. Сегодня здесь расположен мемориальный музей Гаджибекова. Особняк отца Мамед Эмина Расулзаде также был расположен на Советской. Сам Расулзаде некоторое время жил в этом доме. Ныне на месте этого особняка расположена станция метро «Низами Гянджеви».
Дом, расположенный по улице Мирза Фатали Ахундова 45, был построен в 1909 году и принадлежал Ширин-беку, который после советизации страны в 1920 году эмигрировал вместе со своей женой Заминой-ханум за границу, а в доме стала проживать русская семья. Позже этот дом достался Фаигу Алиеву, который живёт здесь более 50 лет.

Некоторые дома на Советской, в которых жили известные личности
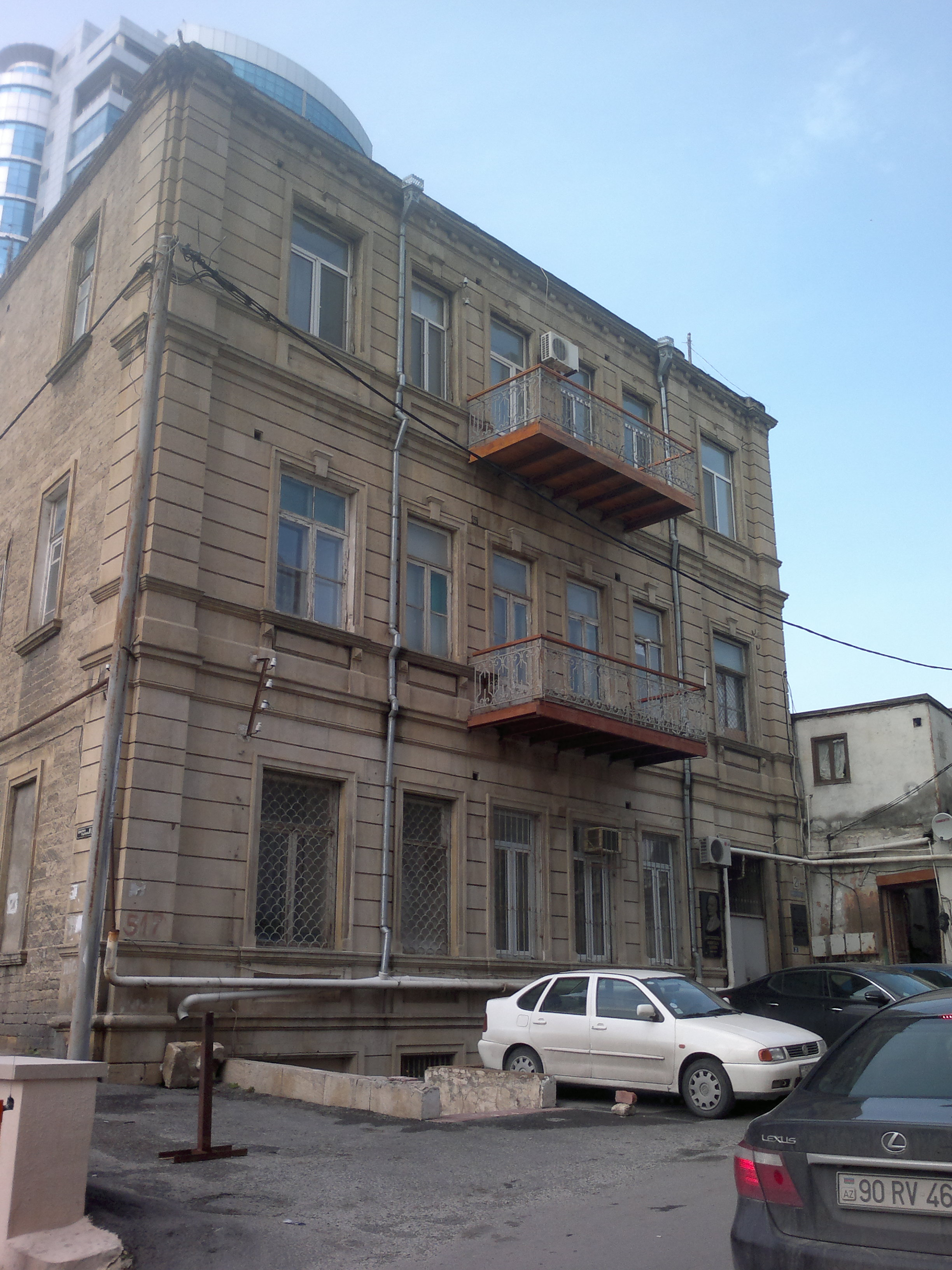
Дом, в котором с 1914 по 1957 год жил Абдулла Шаиг. Улица Абдулла Шаига 21
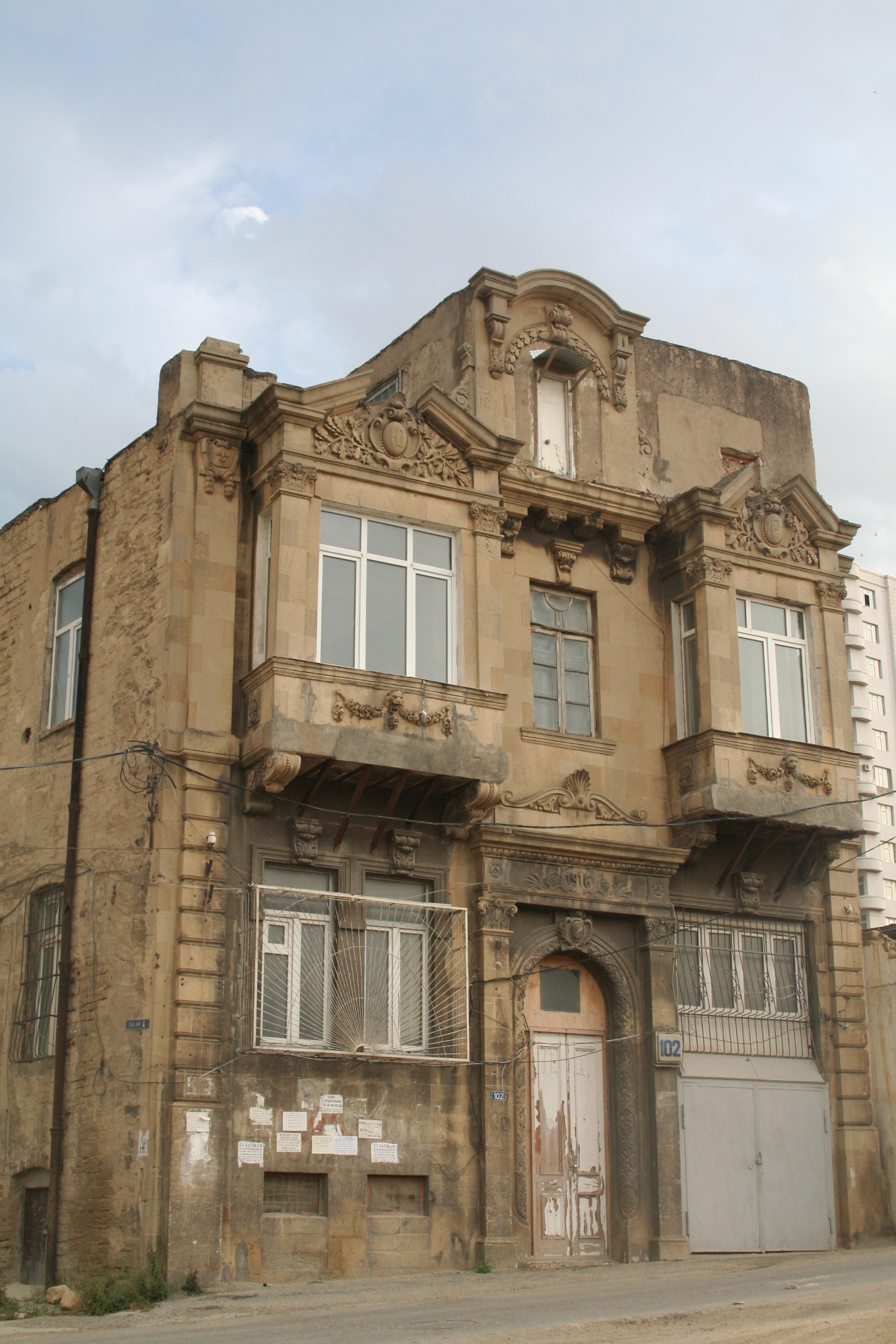
Дом, в котором жил Осман Мирзоев (улица Мирза Ага Алиева 102, построен в 1916 году)
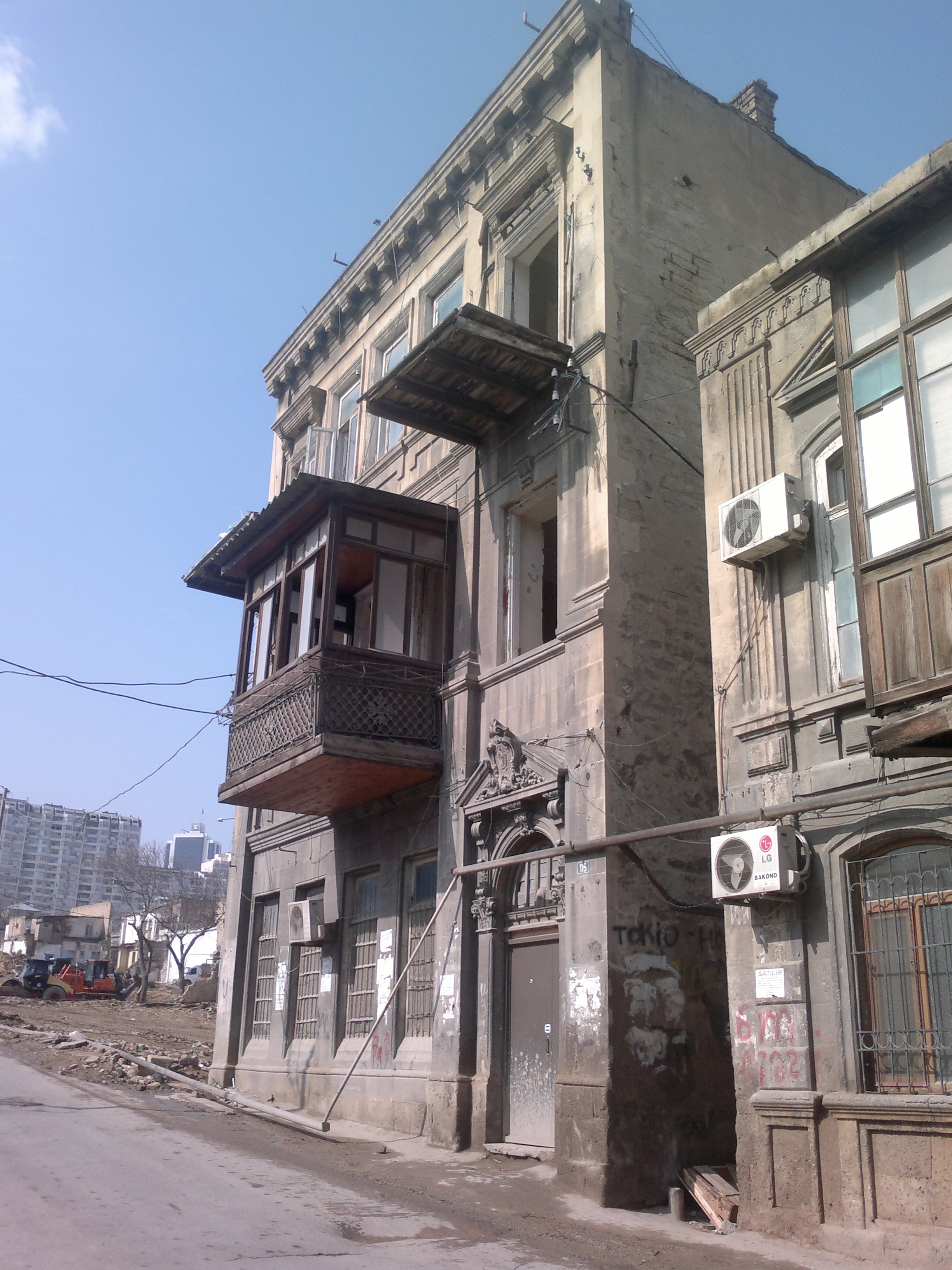
Дом, в котором жил Аббас Мирза Шарифзаде (улица Мирза Ага Алиева 115, построен в 1910 году)[11]. Снесён в мае 2016 года
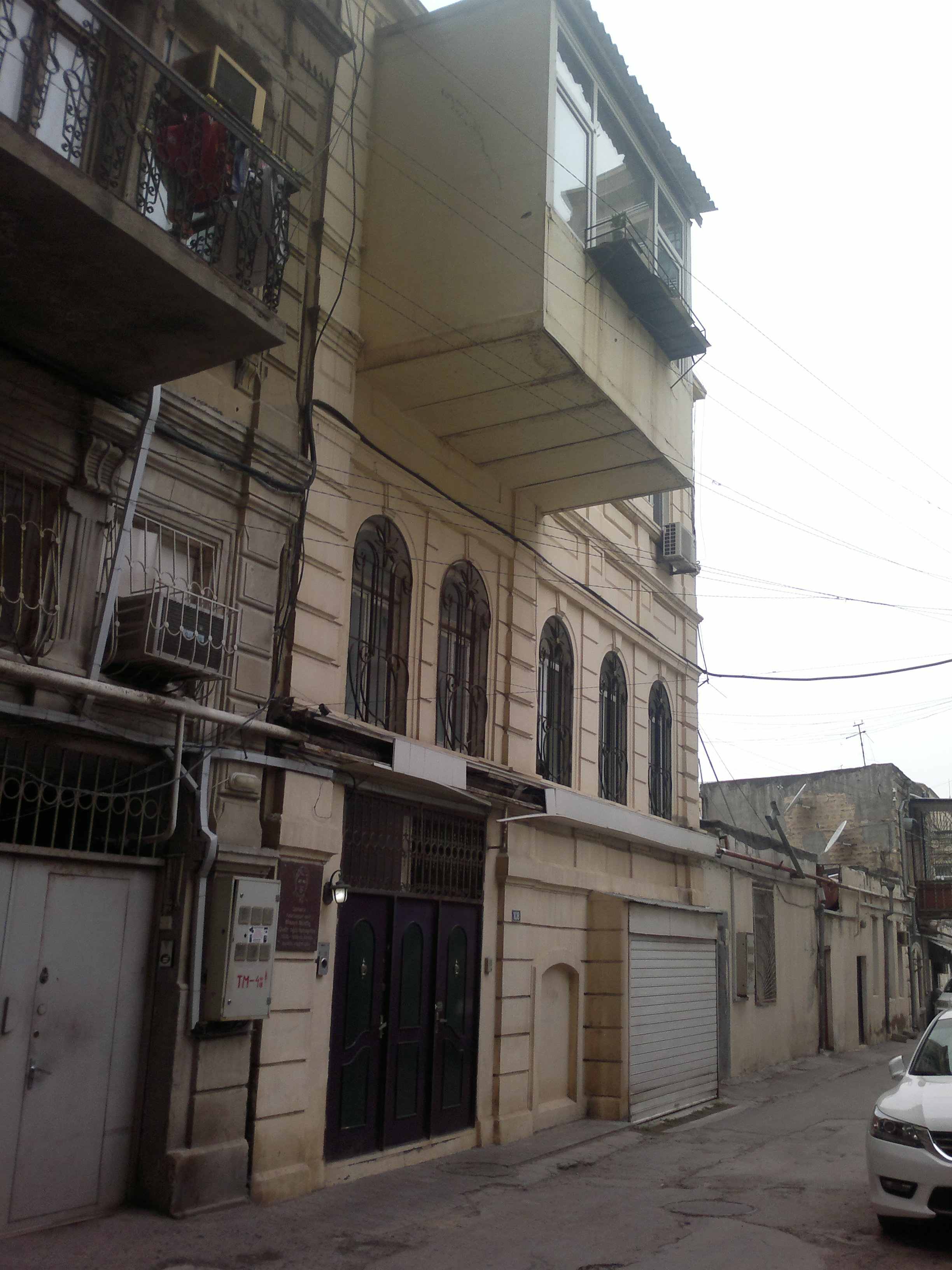
Дом, в котором жил Микаил Мушфиг (улица Сулеймана Рагимова 108)
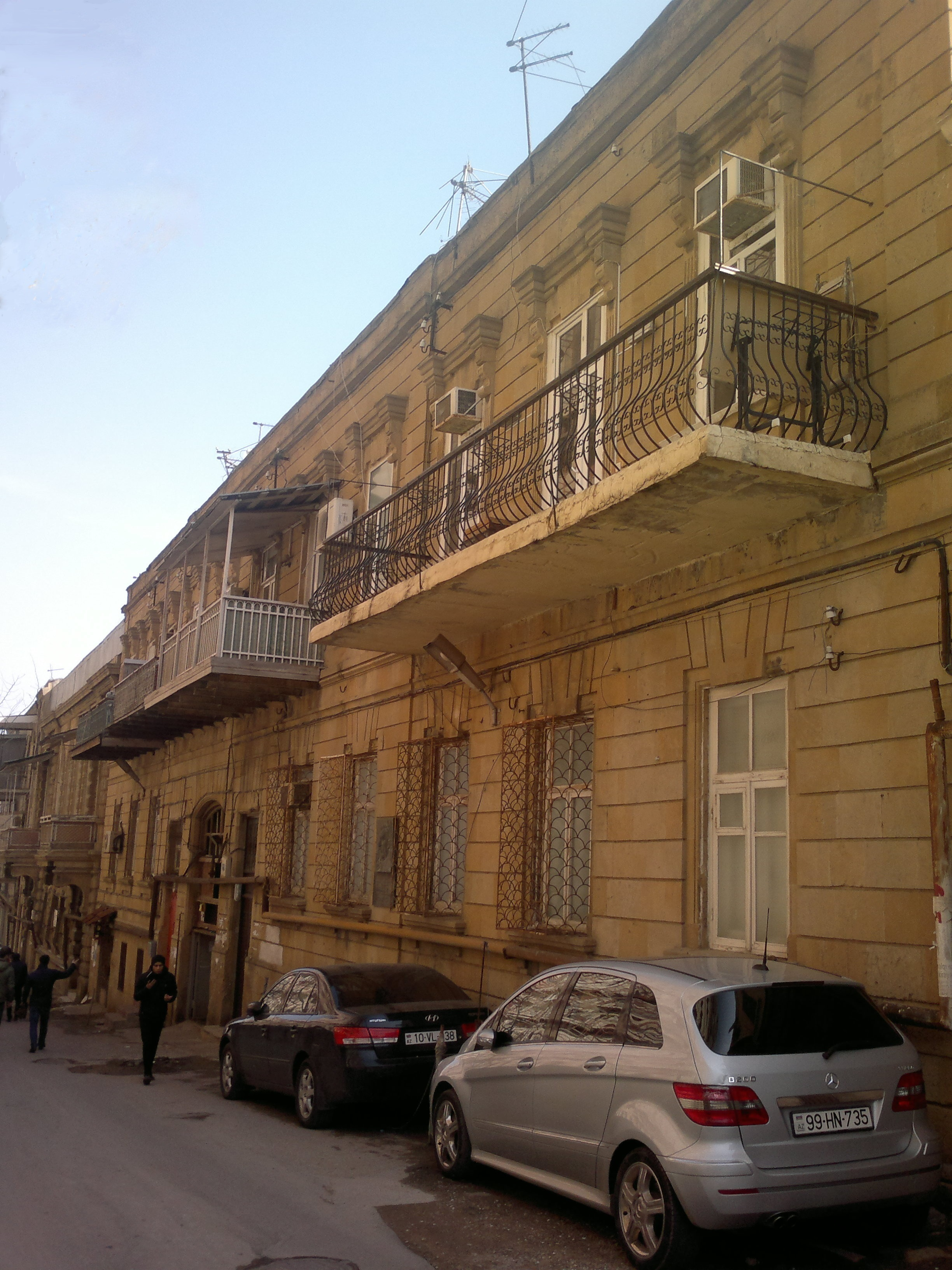
Дом, в котором жил Джавад-бек Мелик-Еганов (улица Сулеймана Тагизаде 68, построен в 1896 году)

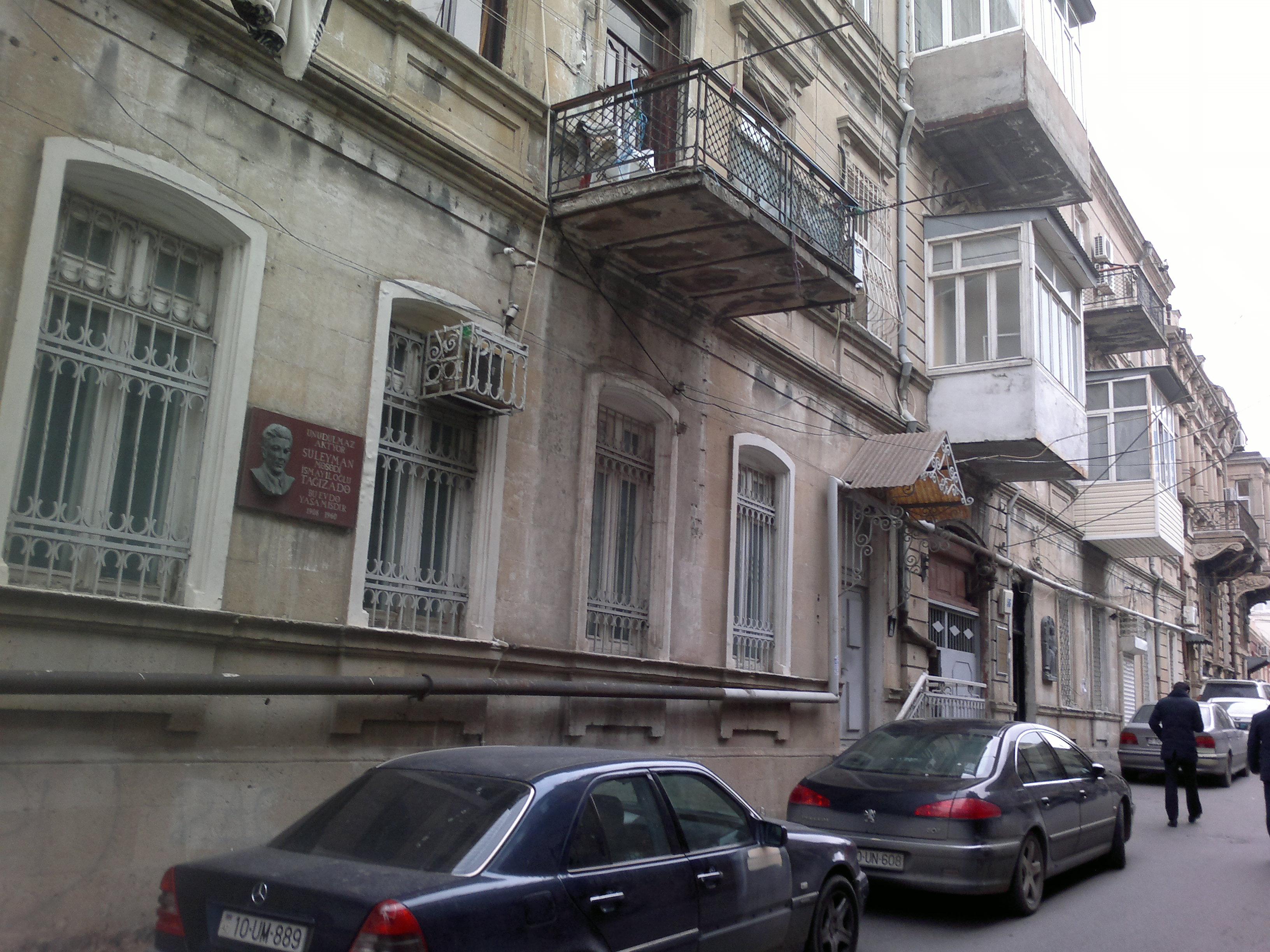
Дом, в котором жил Джалил Мамедкулизаде (улица Сулеймана Тагизаде 56, построен в 1907 году)
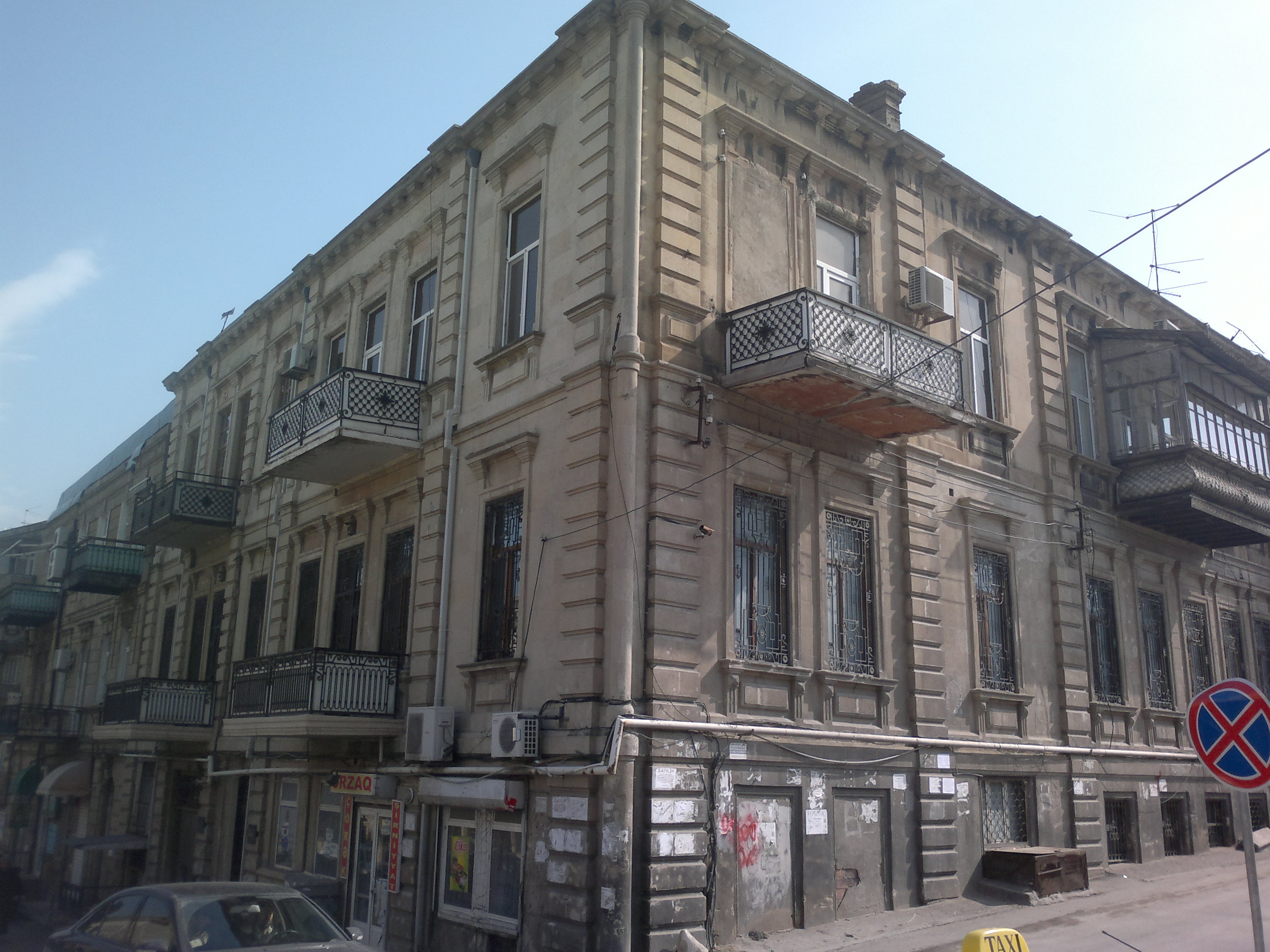
Дом, в котором жил Ахмед Раджабли (улица Мирза Ага Алиева 126, построен в 1890 году)
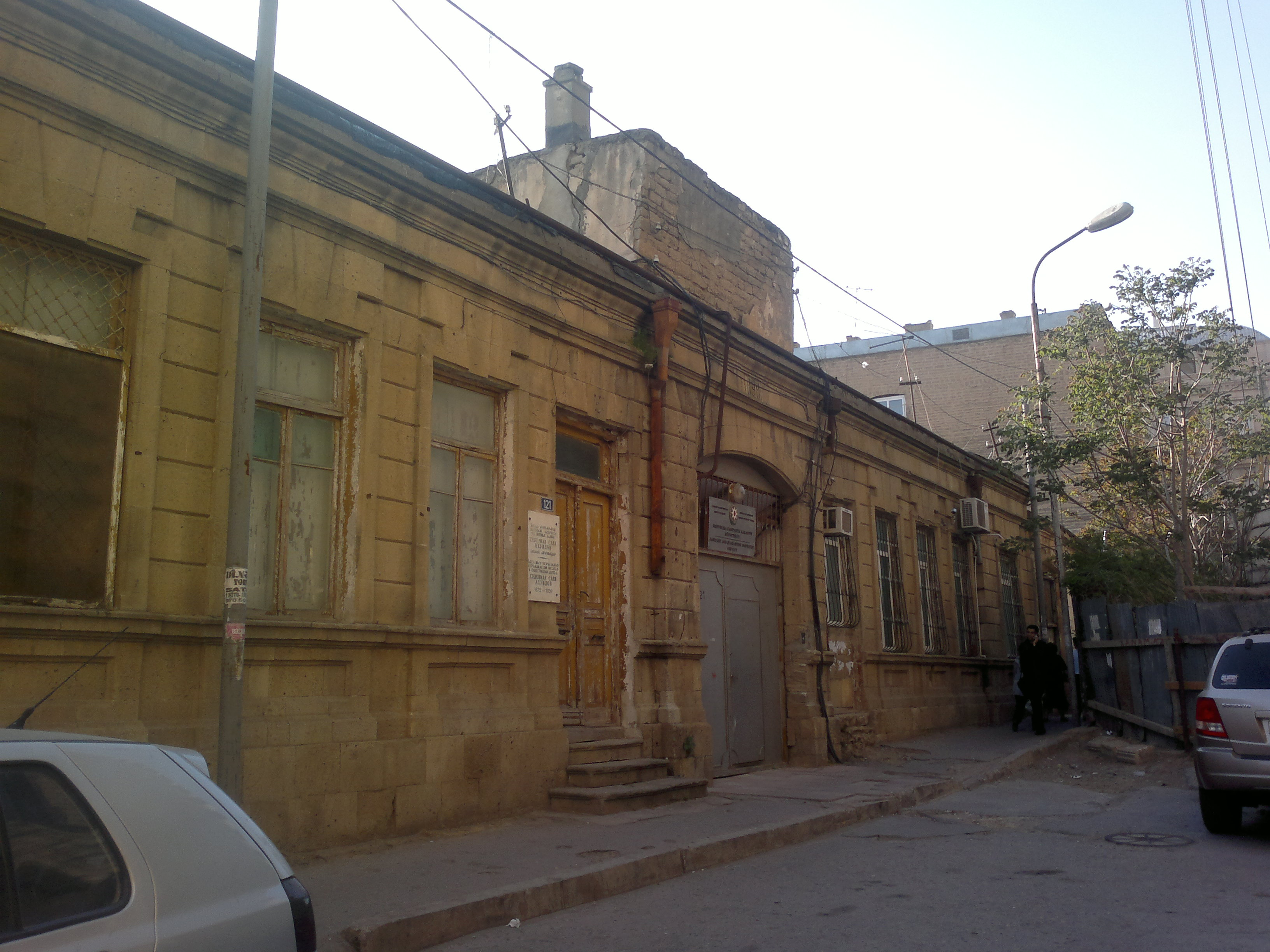
Дом, в котором жил Сулейман Сани Ахундов (улица Заргарпалан 121)
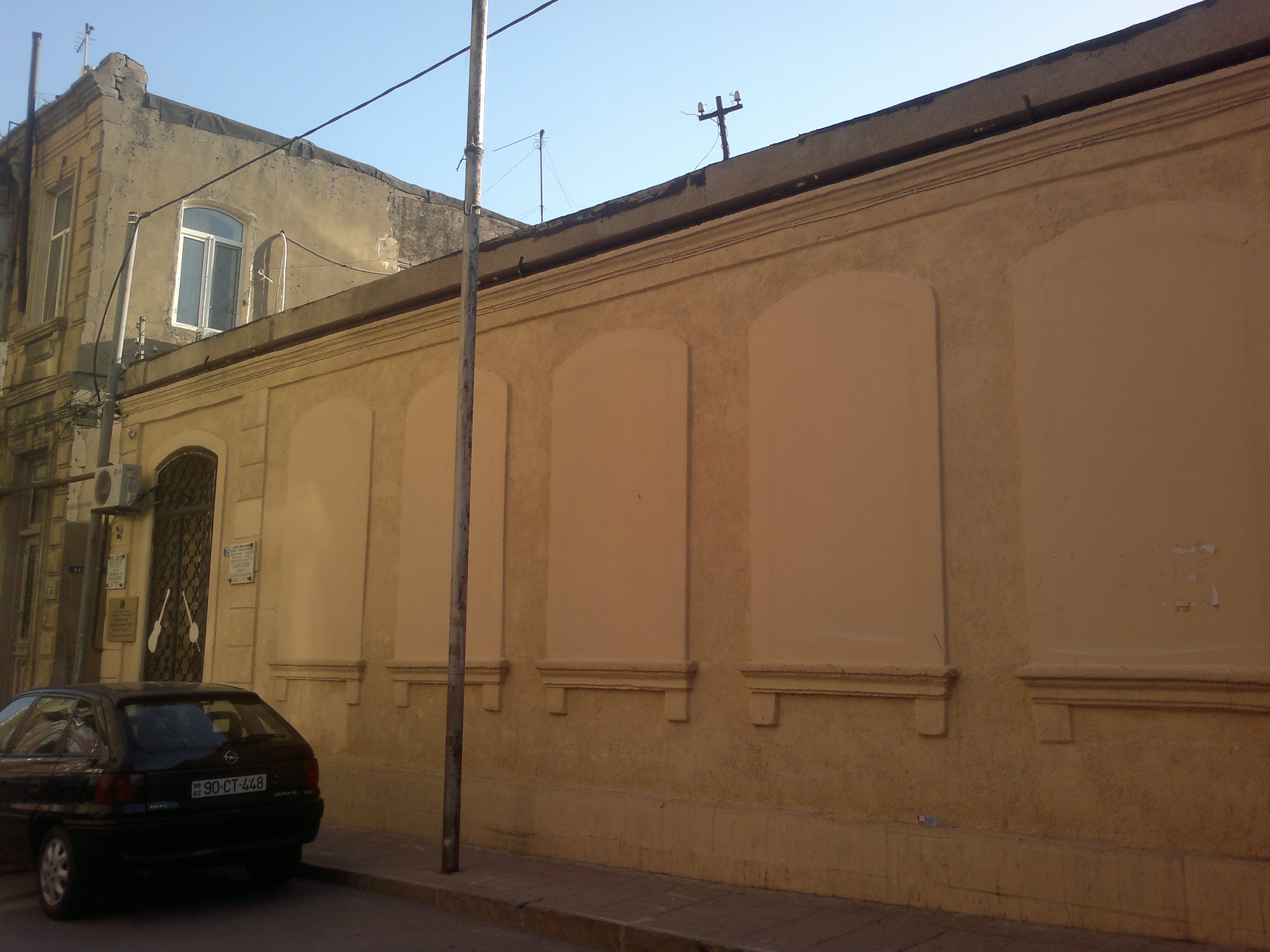
Дом, в котором жил Ахмед Бакиханов (улица Заргарпалан 119)

Некоторые дома на Советской с уникальными архитектурными элементами на фасадах
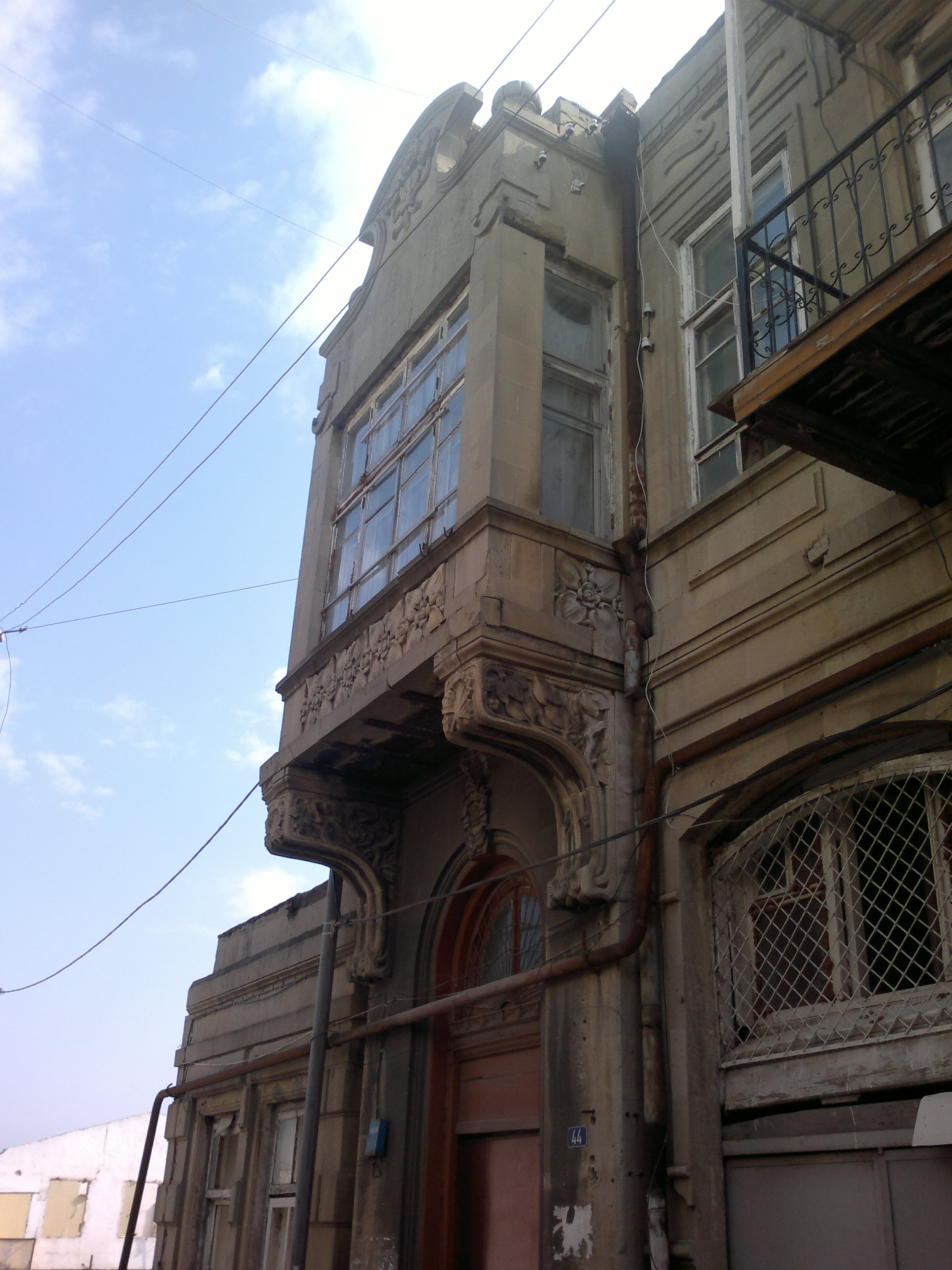
Улица Сулеймана Рагимова 44 (построен в 1900 году)
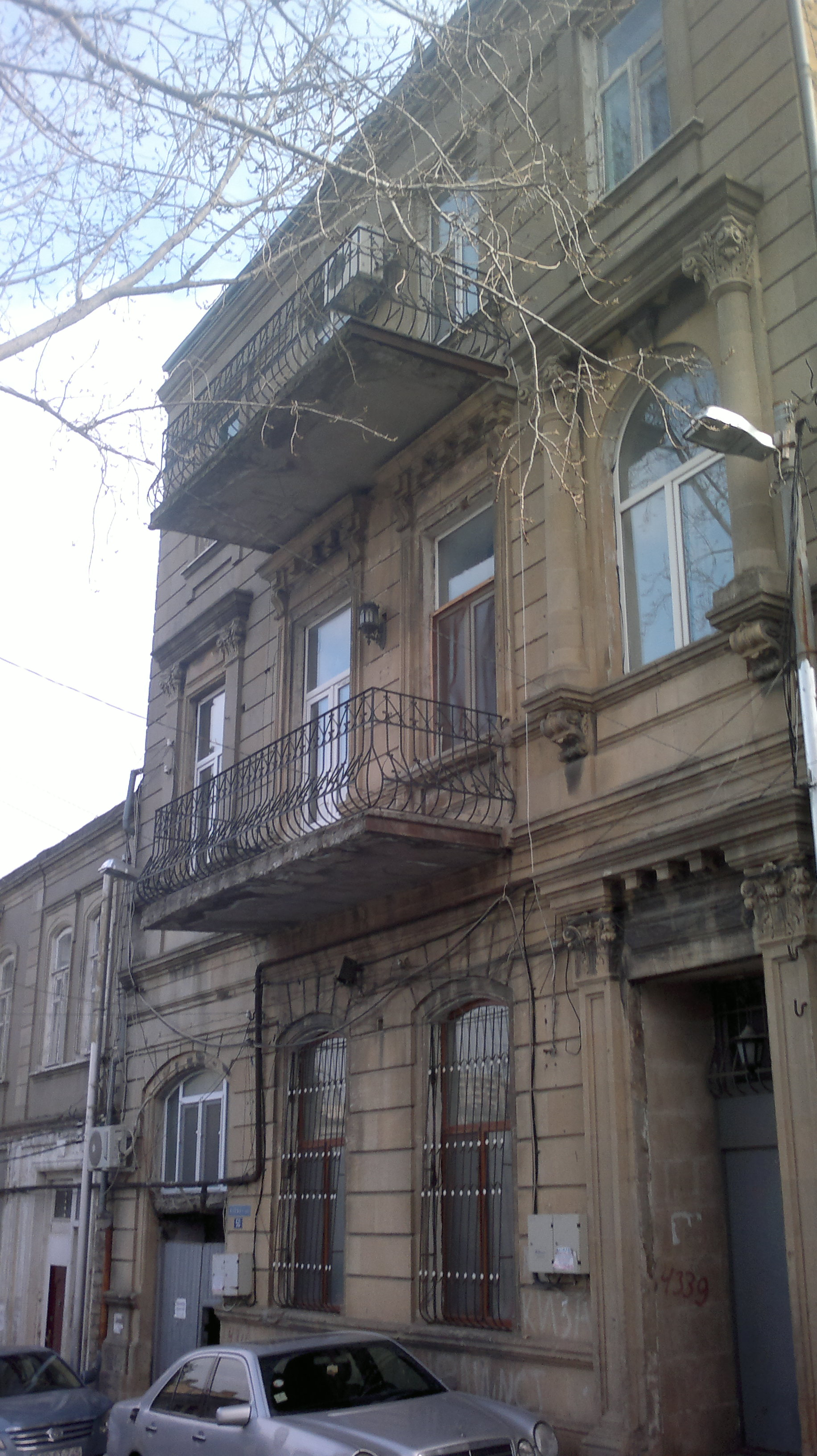
Улица Видади 50 (построен в 1903 году)
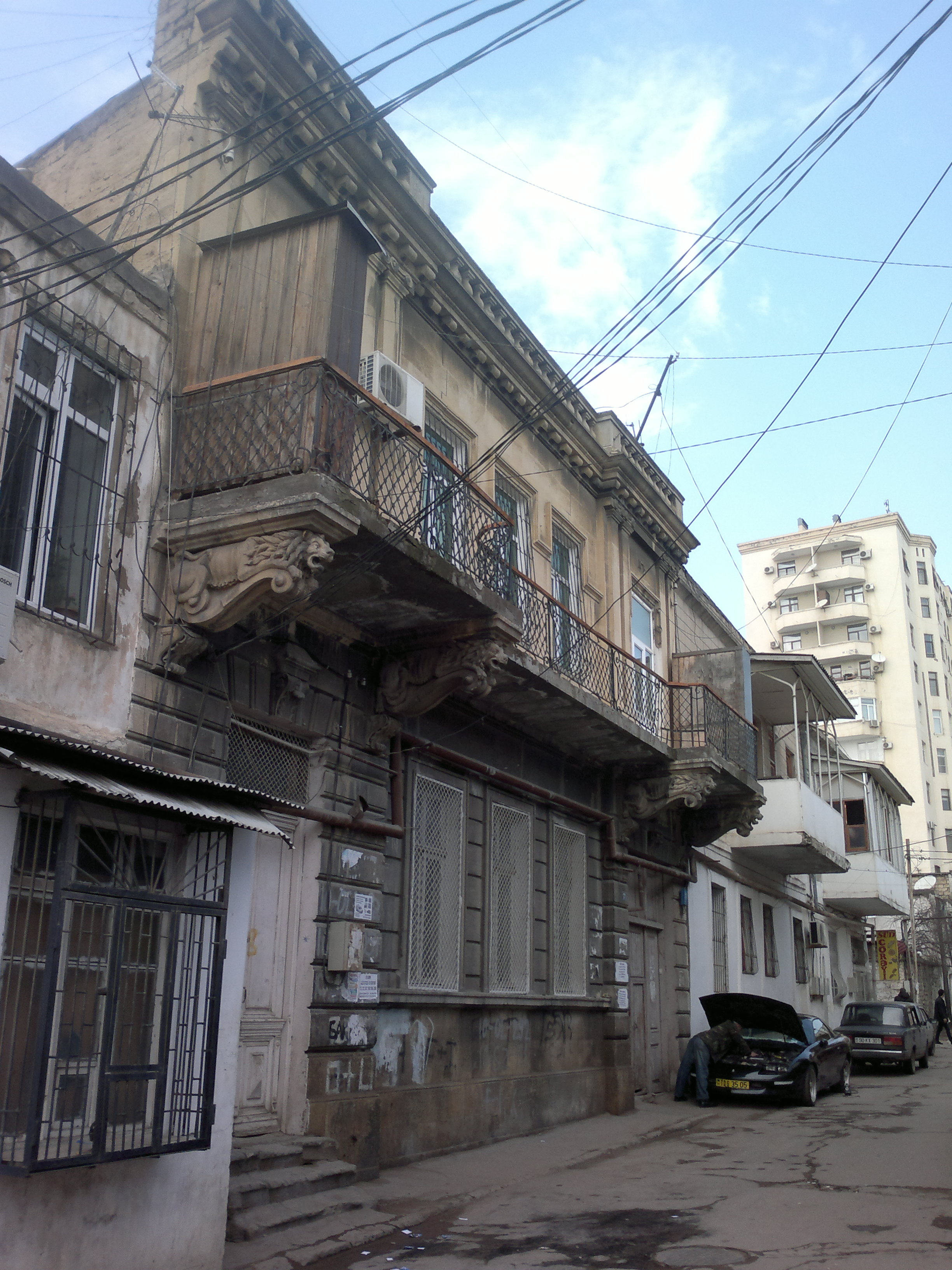
Улица Набат Ашурбековой 171 (построен в 1902 году)
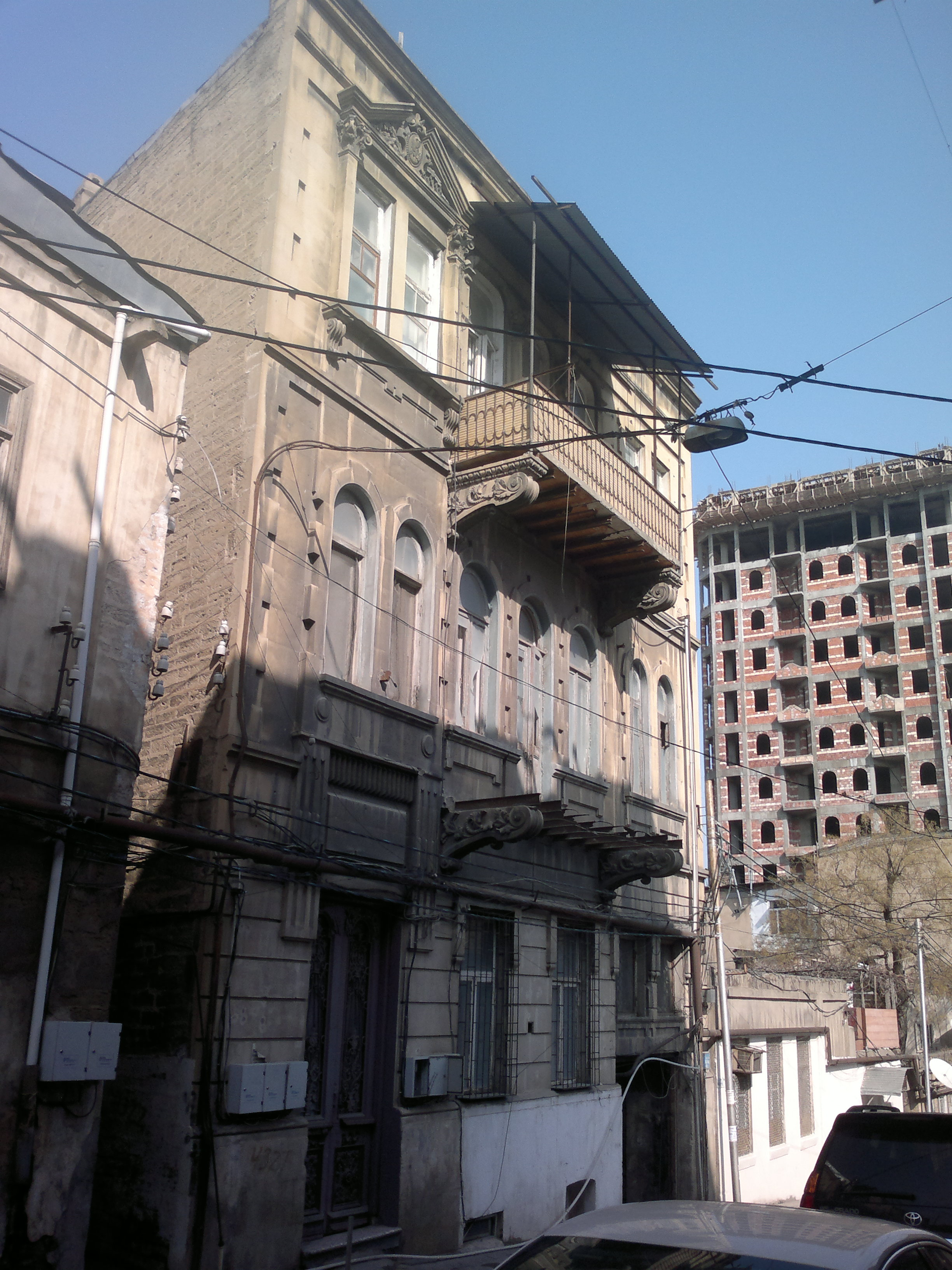
Улица Башира Сафароглу 105 (построен в 1903 году)
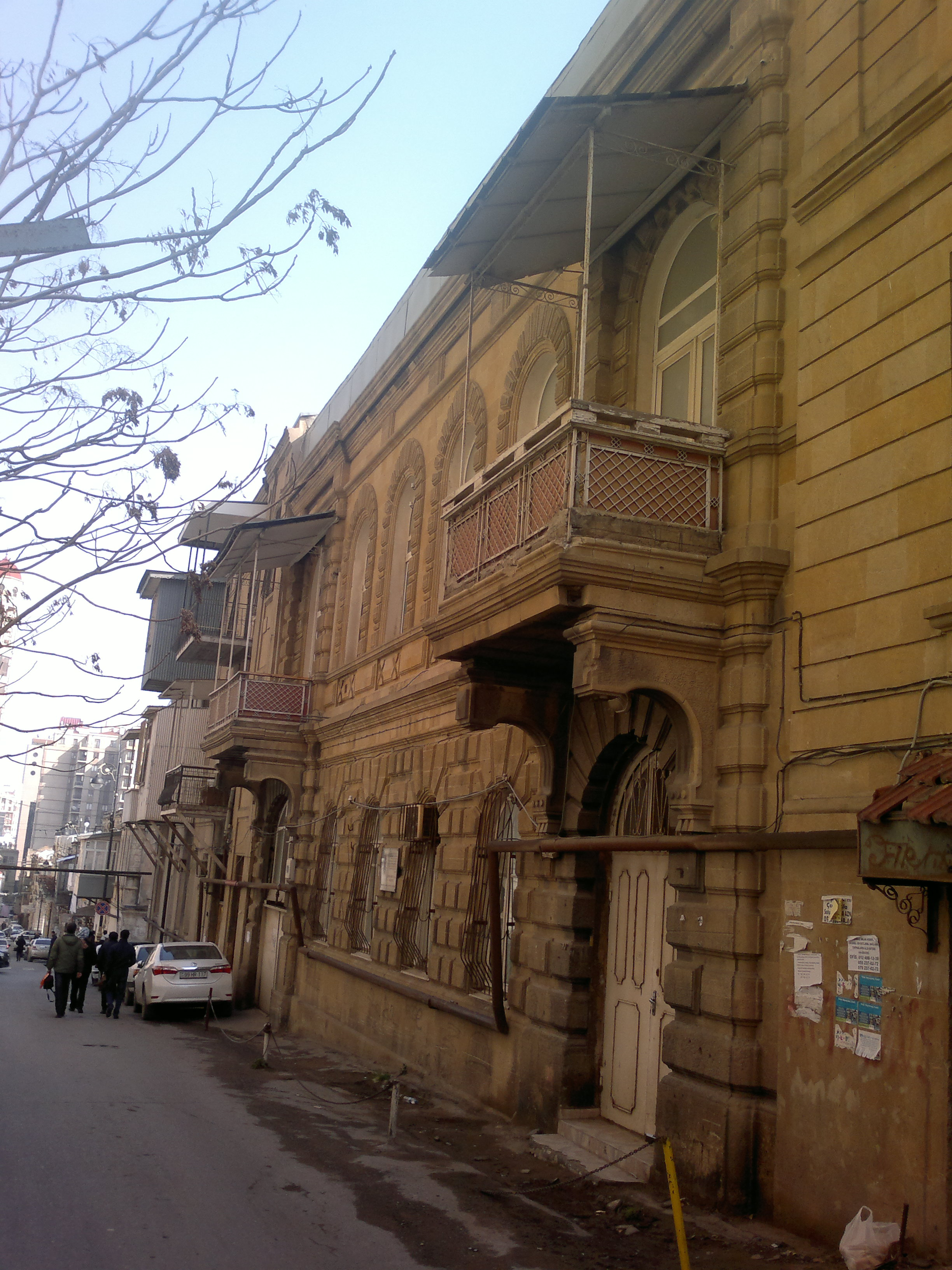
Улица Сулеймана Тагизаде 70 (построен в 1893 году)[9]. Архитектор Иосиф Гославский
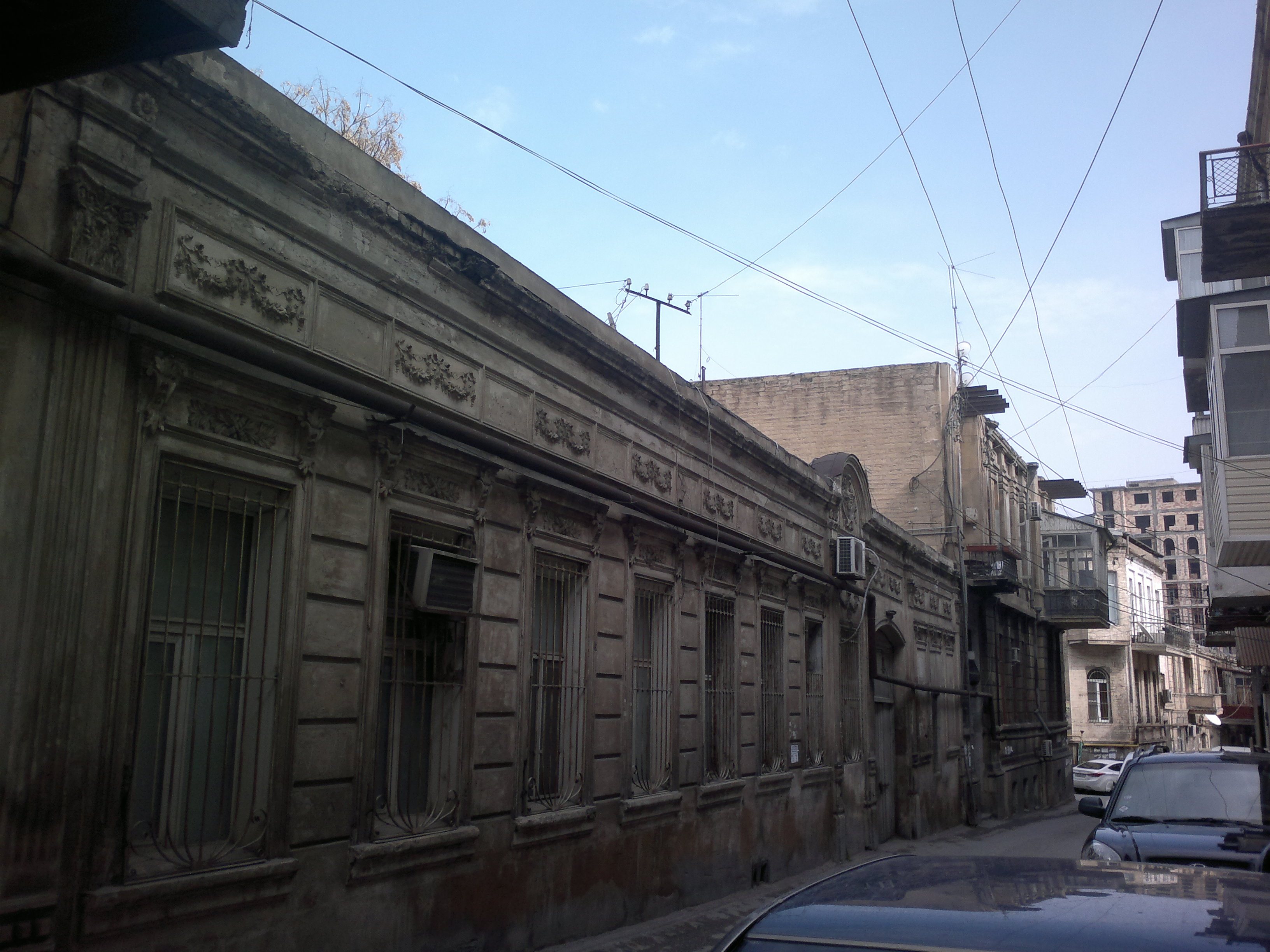
Улица Сулеймана Тагизаде 43
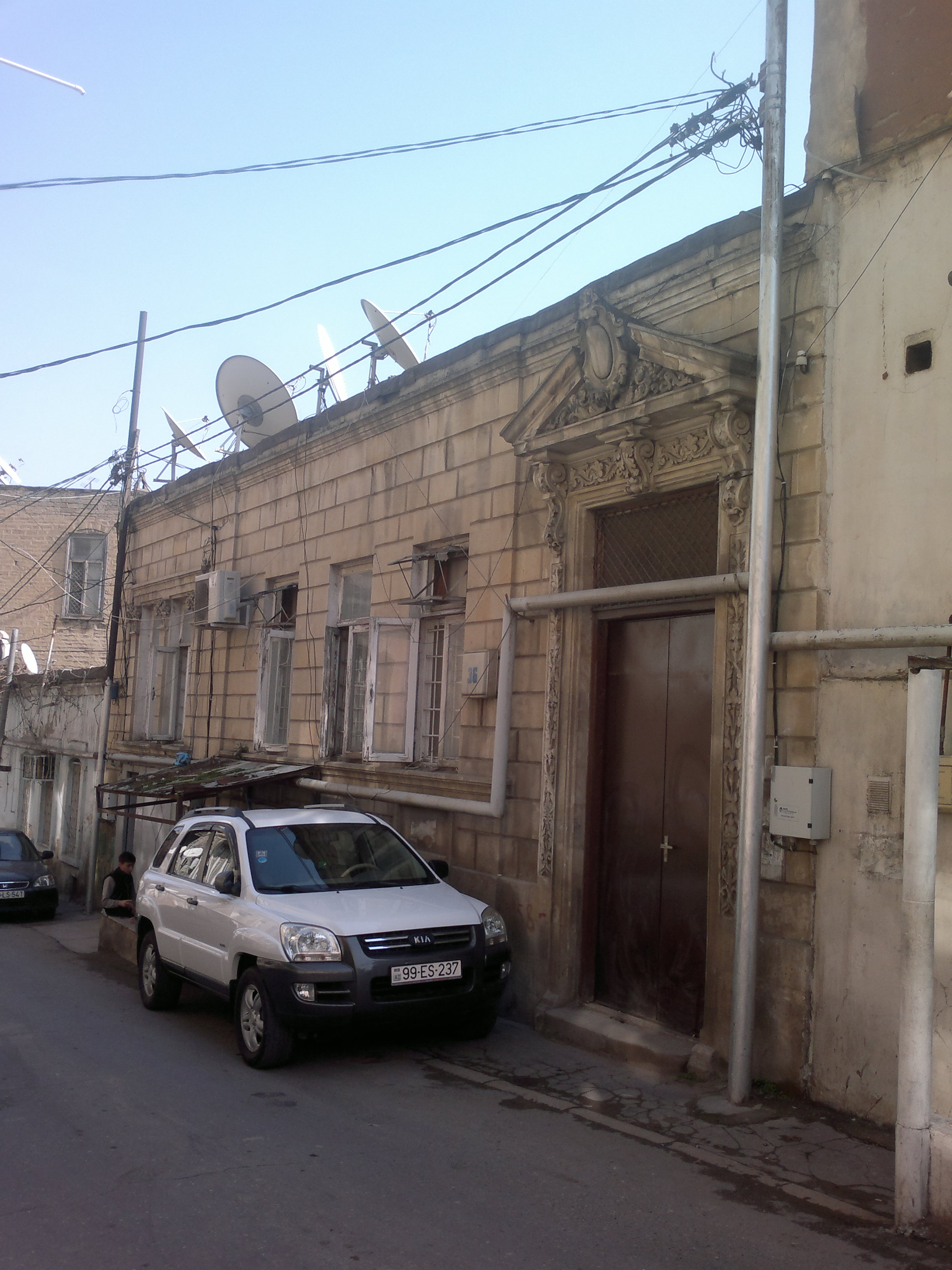
Улица Алиовсата Кулиева 36 (построен в 1896 году)
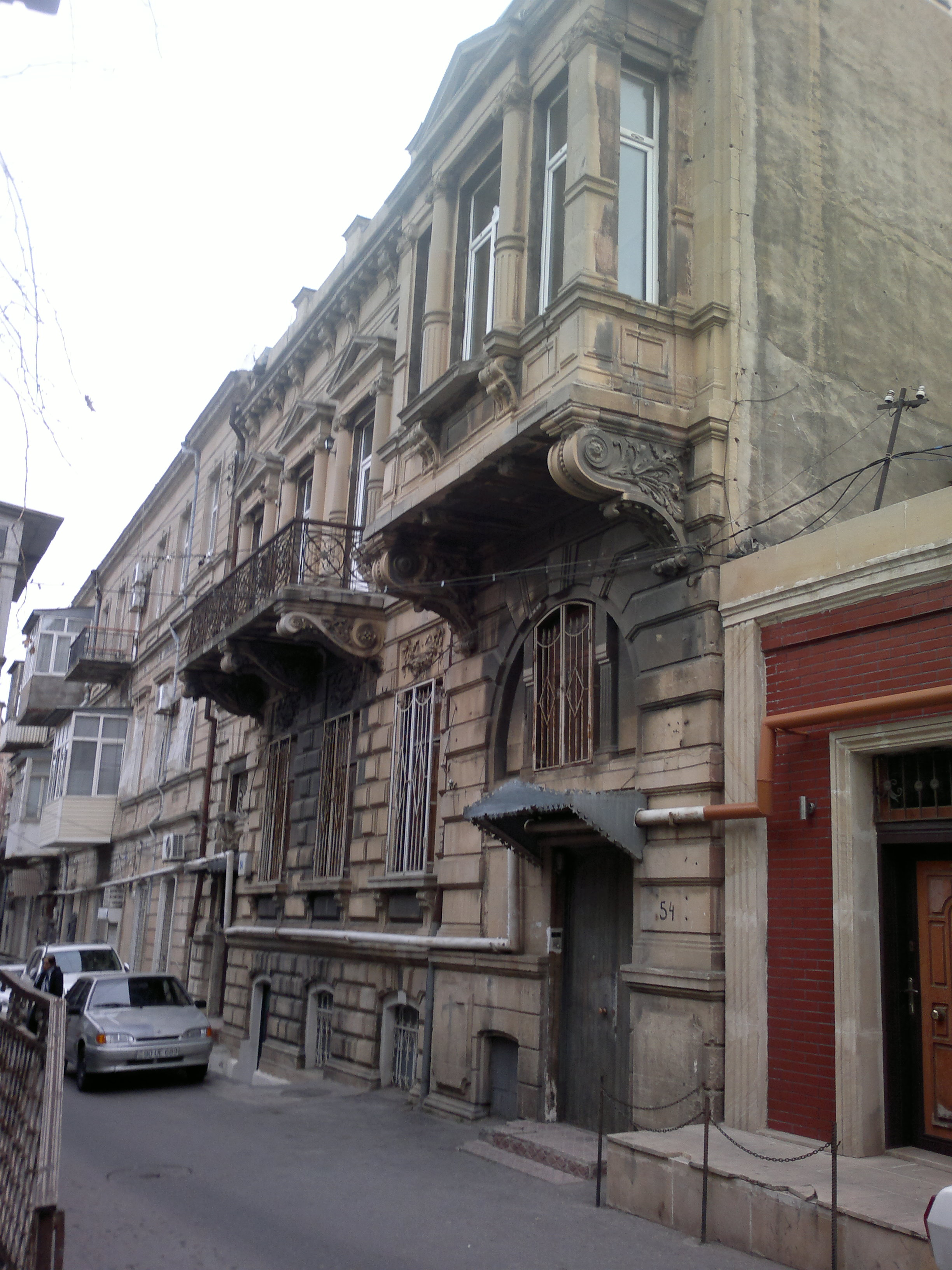
Улица Сулеймана Тагизаде 54 (построен в 1909 году)
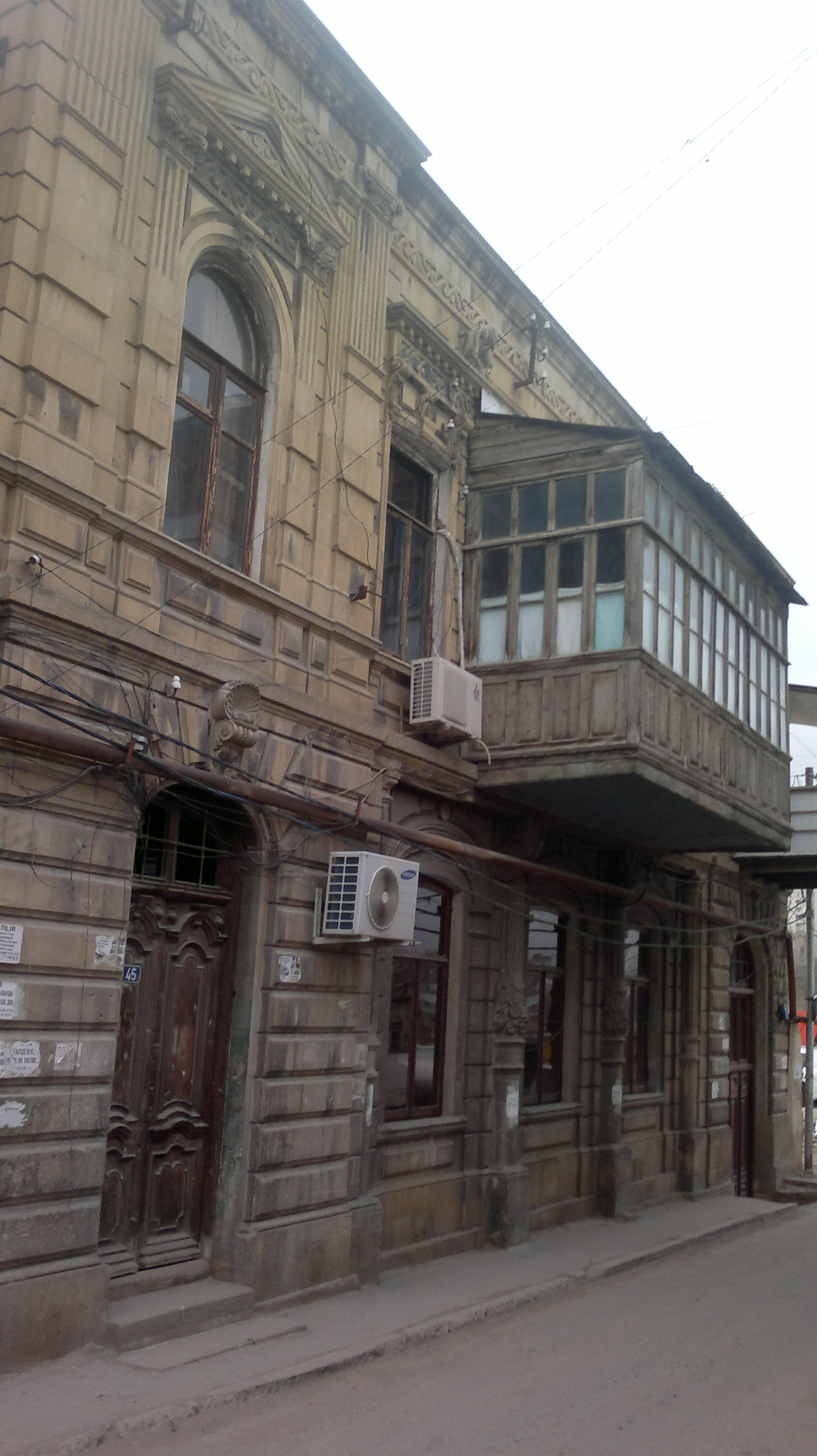
Улица Мирза Фатали Ахундова 45 (построен в 1909 году)
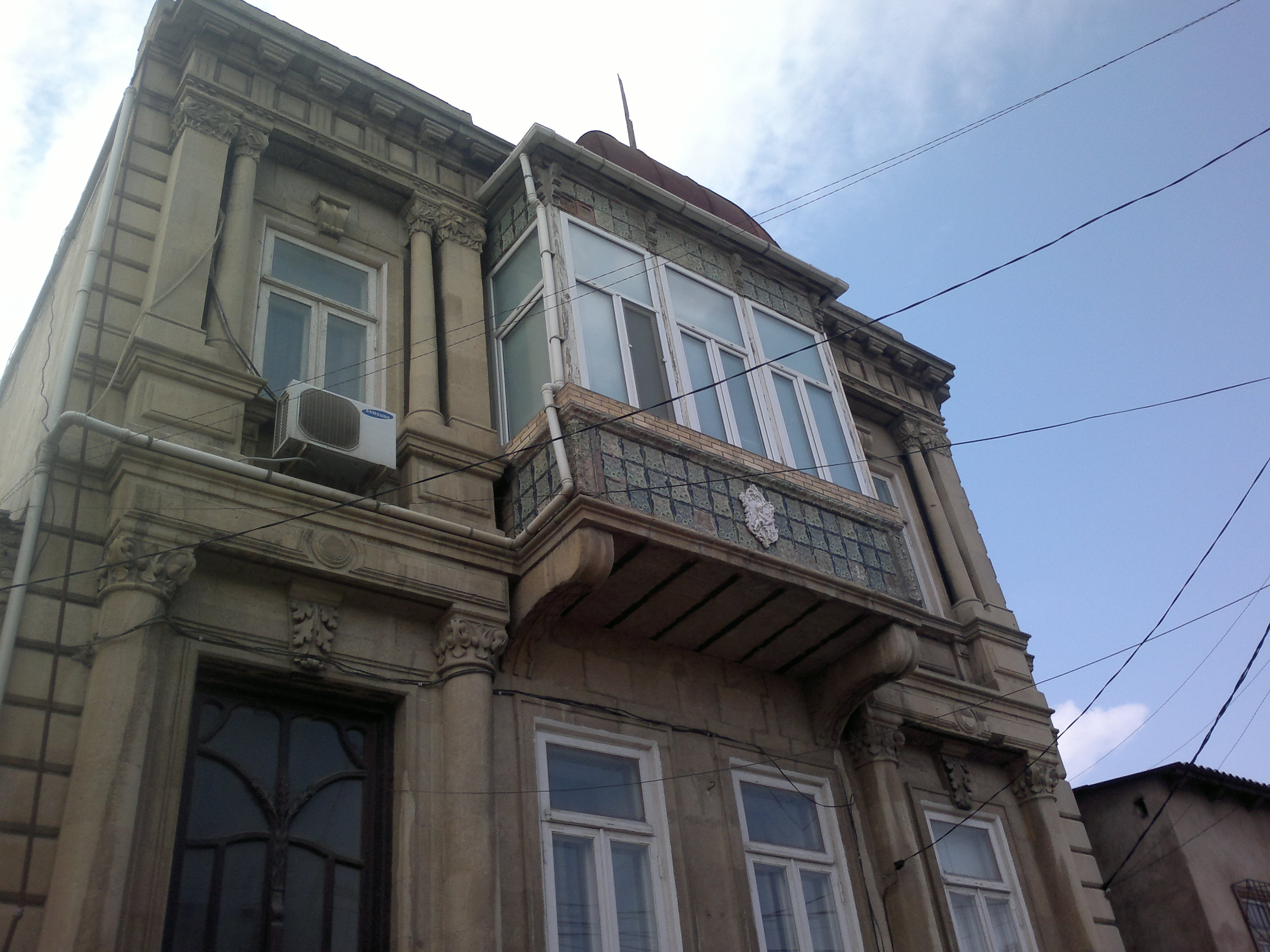
Улица Набат Ашурбековой 121 (построен в 1910 году)[9]. Архитектор Николай Баев

### Мечети
На Советской расположено 7 мечетей. Мечеть Шах Гусейна, мечеть Имама Гусейна, мечеть Гаджи Джавада, мечеть Тезепир, мечеть Гасымбека и мечеть Фатимы легко узнаются. Мечеть же Гасымбека на улице Башира Сафароглу узнаётся только по зелёному куполу. Сегодня в здании этой мечети расположены различные отделы управления электросети и геологии.
Мечеть Гаджи Джавада, расположенная на пересечении улиц Абдулла Шаига 79 и Чингиза Мустафаева 20, была построена в 1305 году хиджры.
Расположенная по улице Набат Ашурбековой 63 мечеть Гаджи Абдулрагимбека Кулибекова, как свидетельствует информационная табличка на фасаде, охраняется государством. Однако в здании мечети функционирует Депозитарный фонд республиканской научно-технической библиотеки государственного комитета по стандартизации, метрологии и патентам.

Старинные мечети на Советской
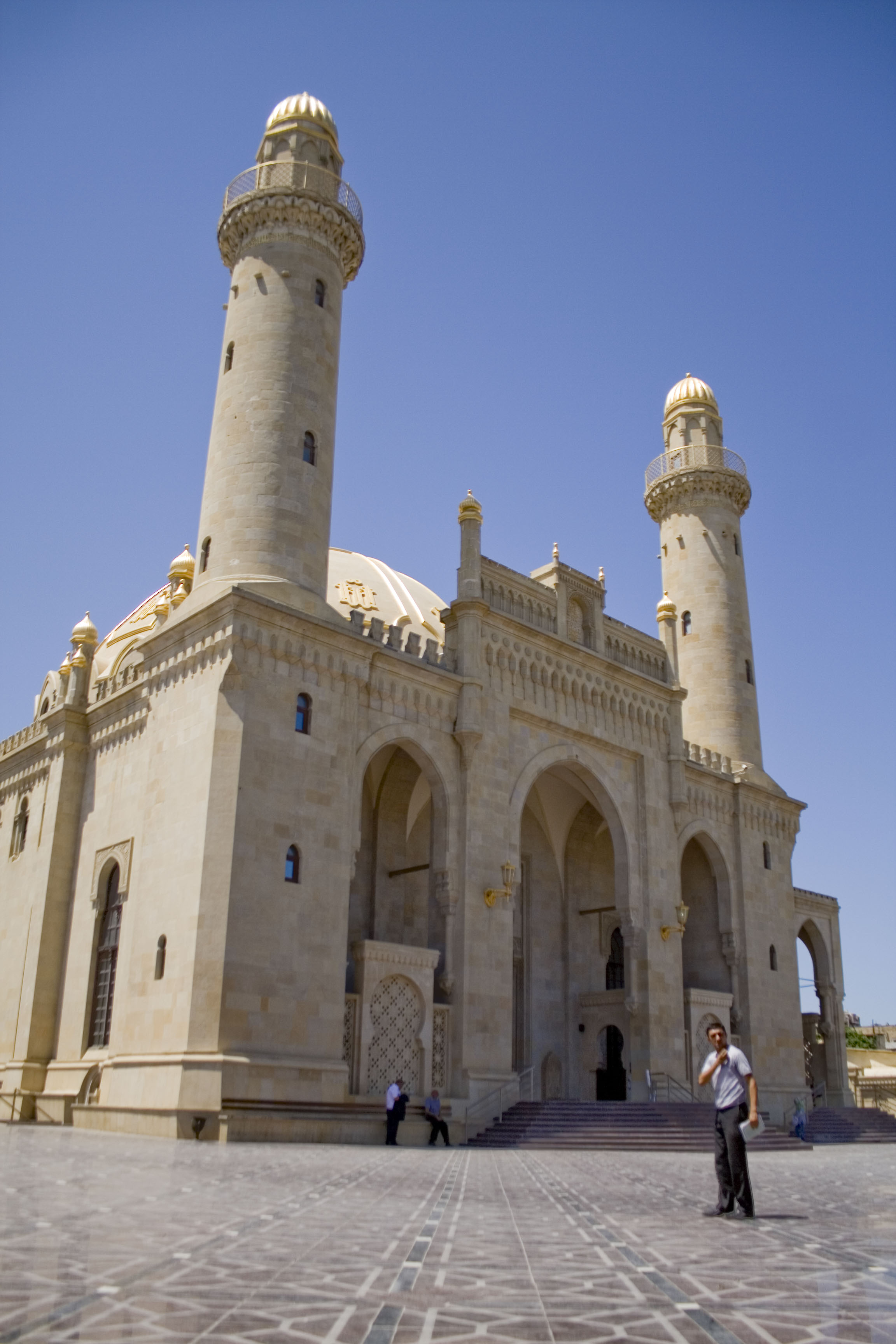
Мечеть Тезепир. Улица Мирза Фатали Ахундова (построена в 1905-1915 гг.) Архитектор Зивер-бек Ахмедбеков
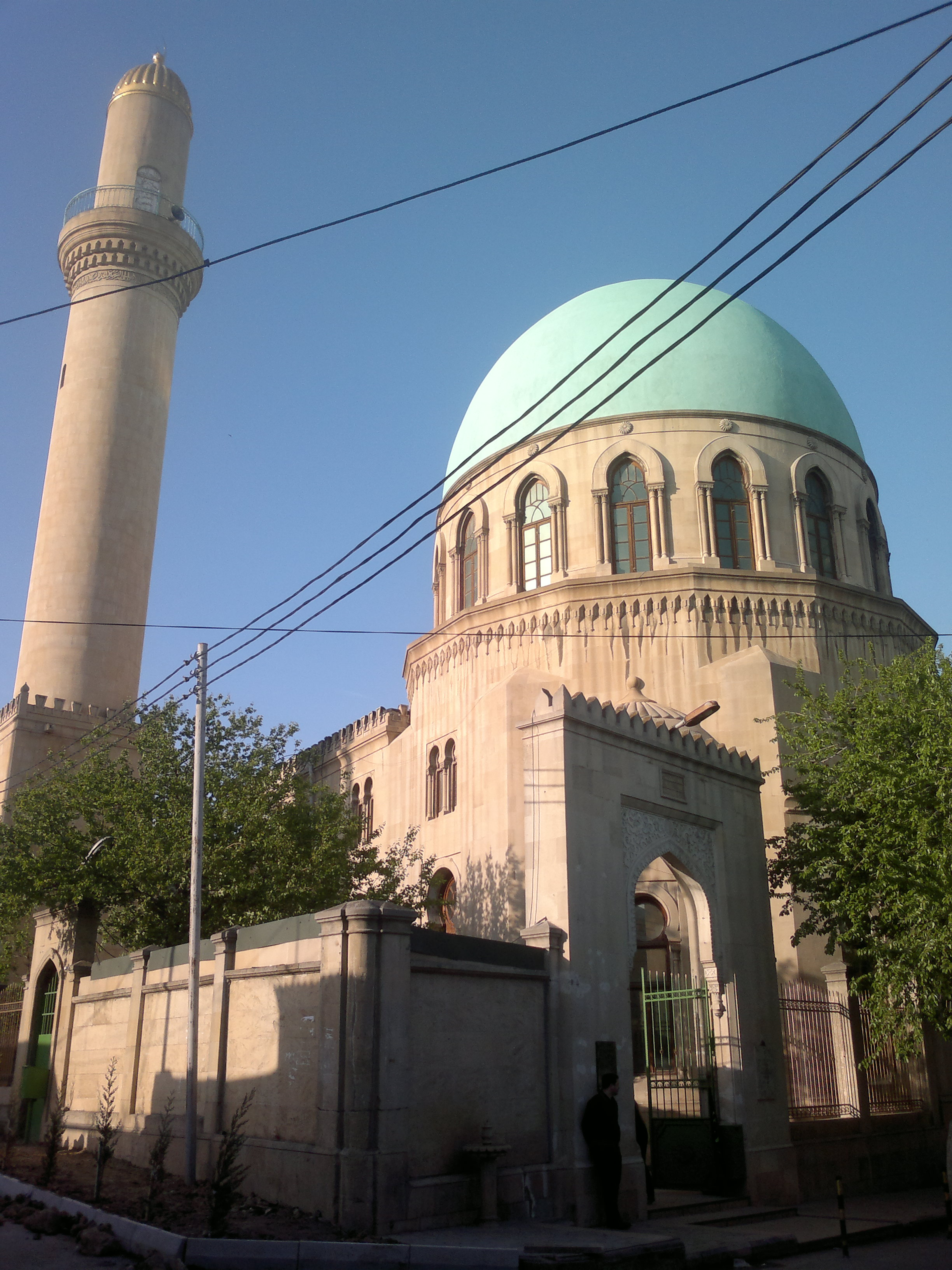
Мечеть Гаджи Султанали. Улица Салатын Аскеровой 75 (построена в 1910 году) Архитектор Иосиф Плошко
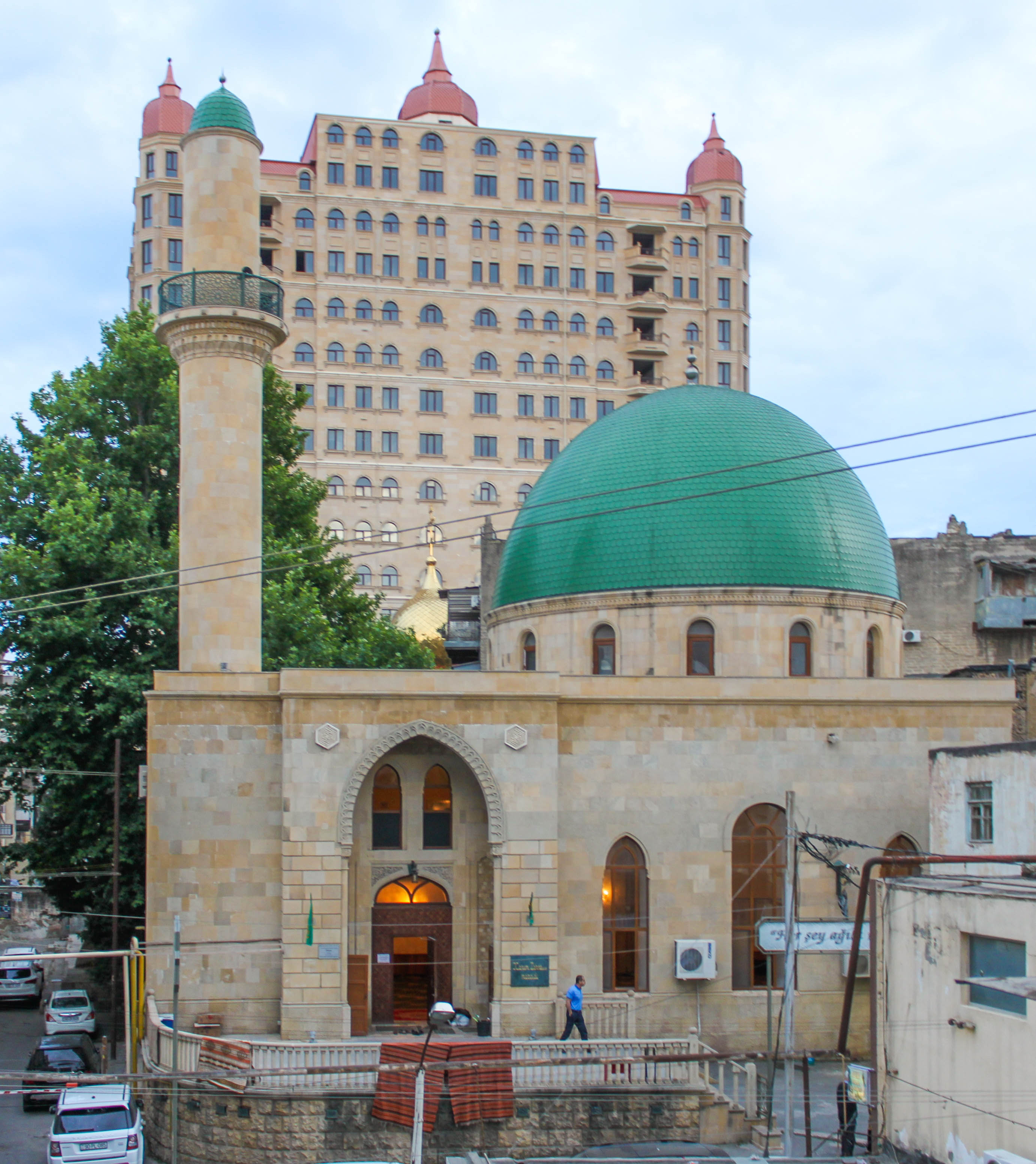
Мечеть Фатимы. Пересечение улиц Чингиза Мустафаева 90 и Гуси Гаджиева (начало XX века)

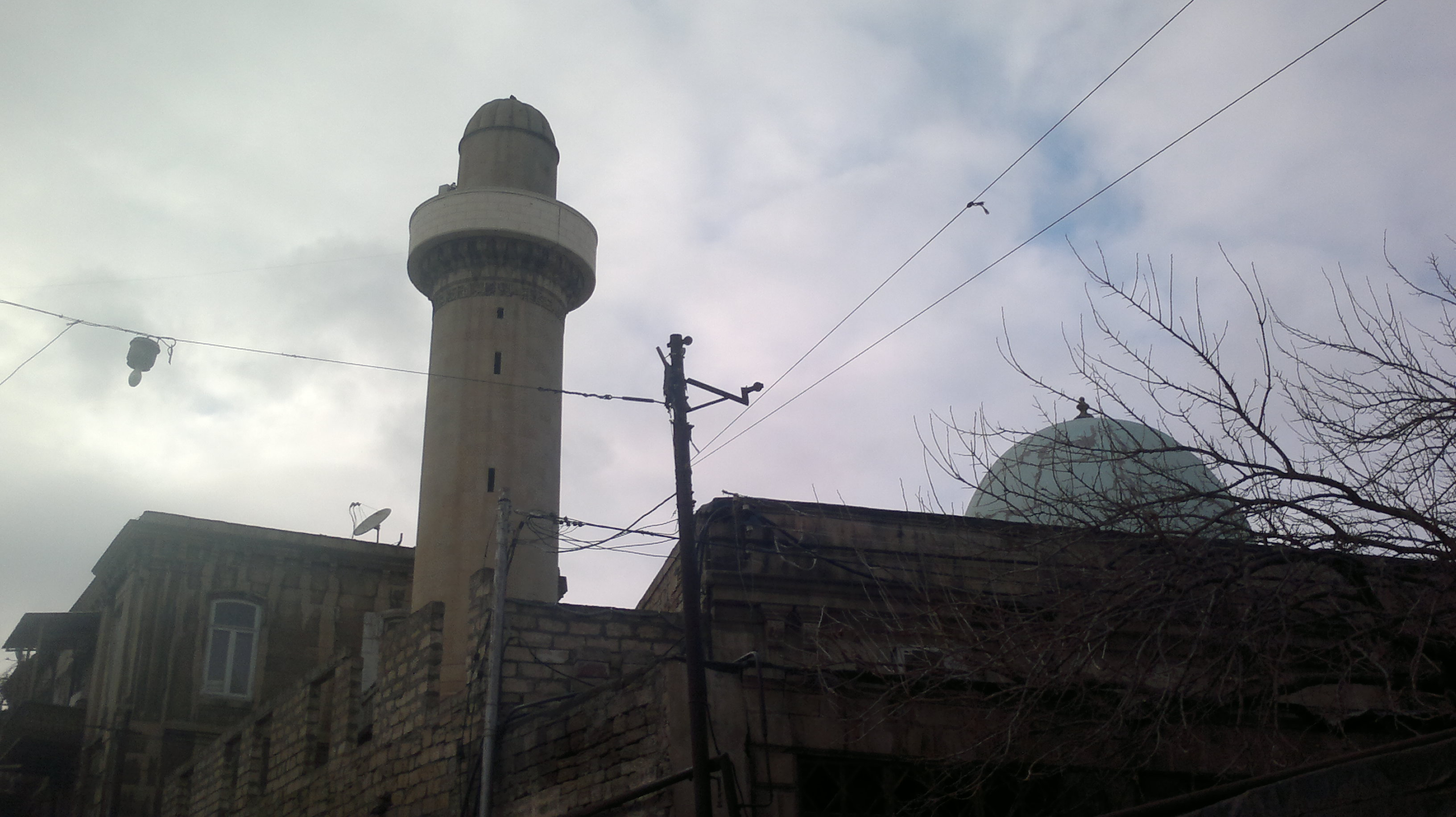
Мечеть Касум-бека. Пересечение улиц Ази Асланова и Гуси Гаджиева (начало XX века)[9]. Архитектор Мирза Кафар Измайлов
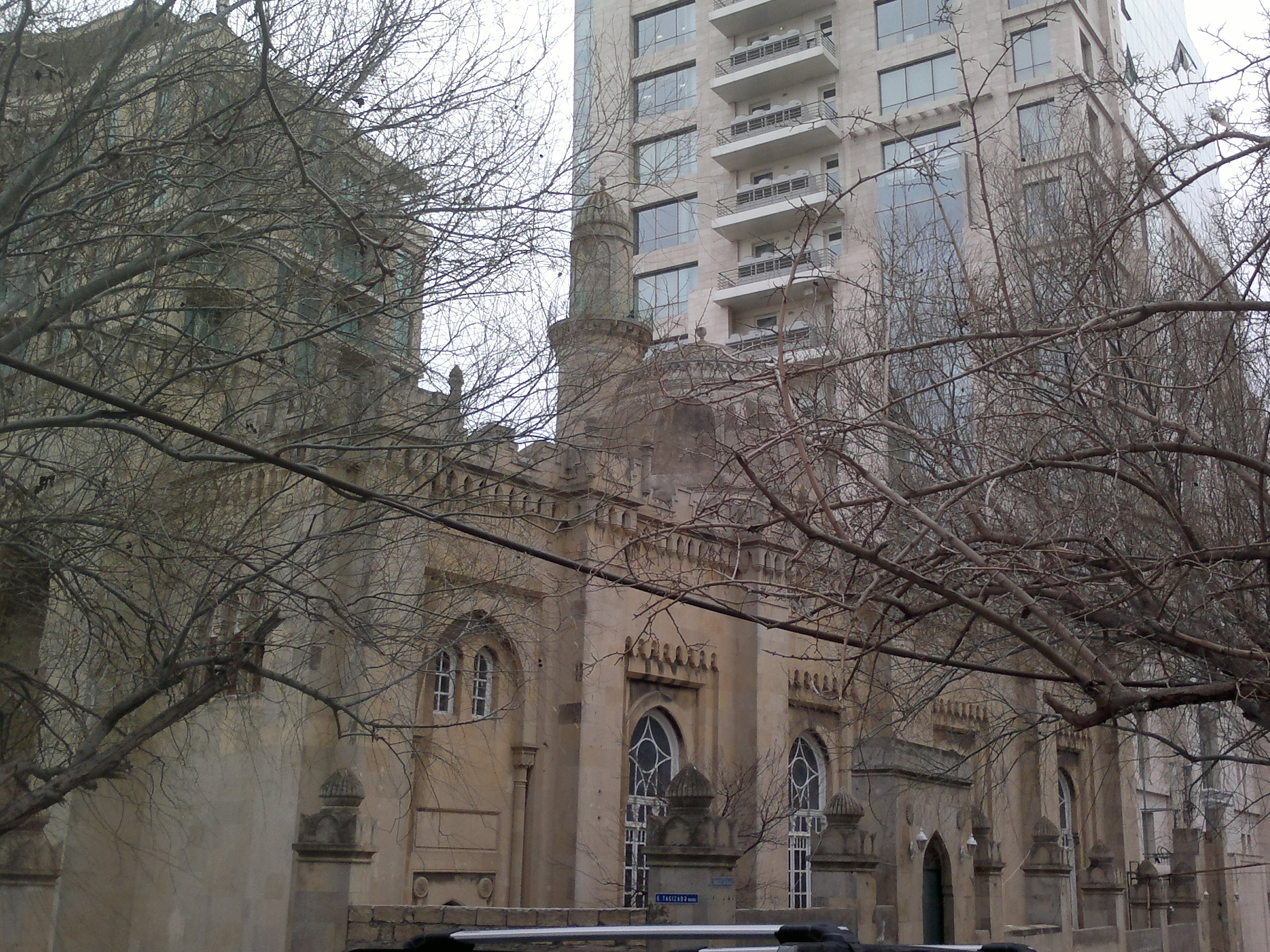
Мечеть Имама Хусейна (бывшая мечеть Ашумова). Улица Абдулла Шаига 14 (построена в 1896 году). Архитектор Адольф Эйхлер
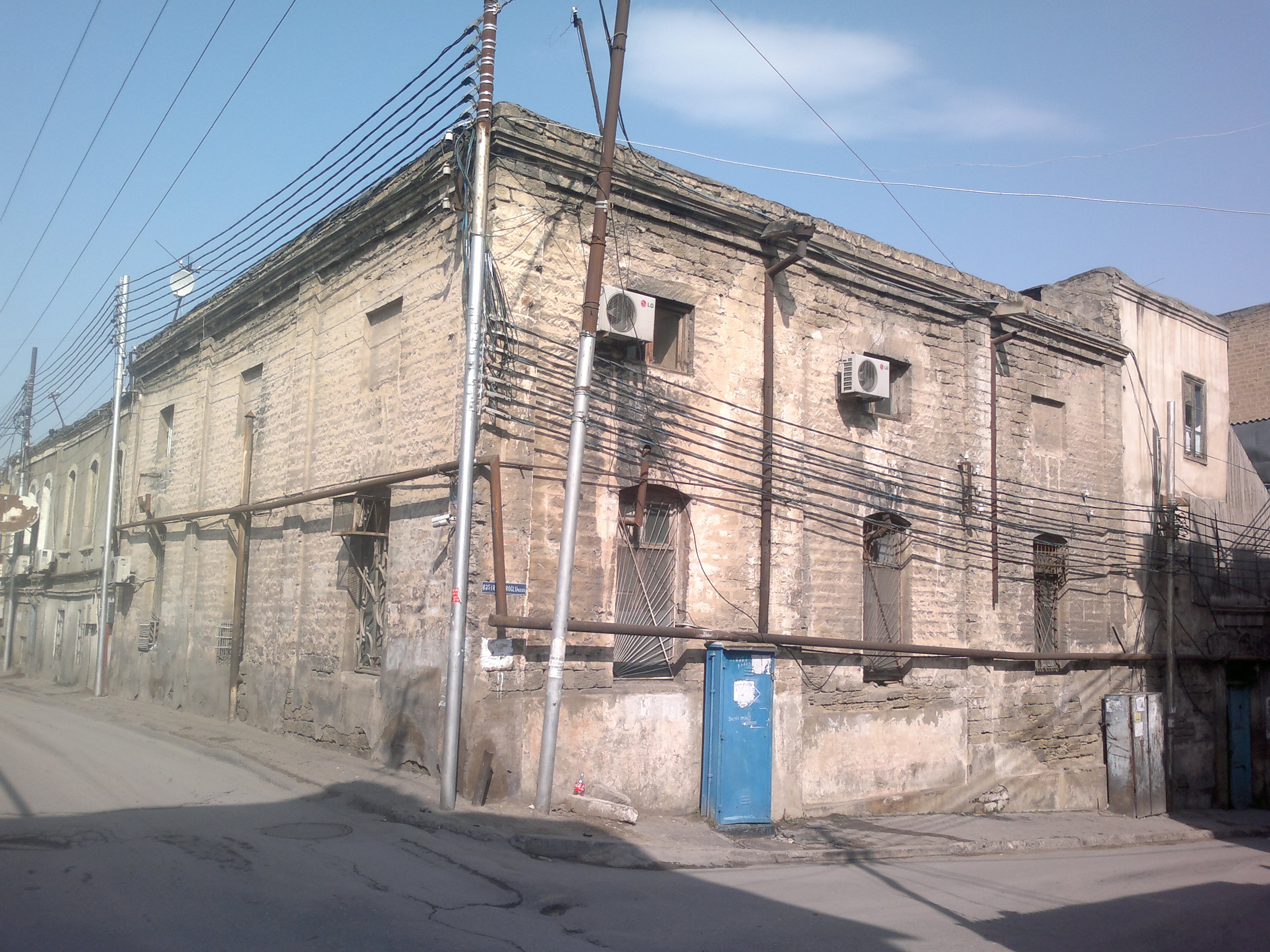
Мечеть Касум-бека. Улица Башира Сафароглу 103 (построена в 1897 году)

### Бани
Баня, расположенная по улице Муртуза Мухтарова 41, построена в XIX веке. На фасаде её здания установлена информационная табличка, сообщающая на азербайджанском и русском языках, что баня охраняется государством как памятник культуры.
Баня по улице Мирза Фатали Ахундова, известная в народе как «Шор хаммам», построена в 1889 году. Однако как баня она больше не функционирует. По словам местных жителей, баню начал реставрировать некий чиновник, строивший рядом с ней шестиэтажное здание. После того, как он продал это здание, реставрация бани была прекращена.
Так называемая баня Ахунда, расположенная по адресу улица Муртуза Мухтарова 141, была построена в 1885 году. После того, как её здание было в 2013 году отремонтировано турецкими архитекторами и мастерами, она стала функционировать по назначению.
Здание Азербайджанского государственного театра «Йуг», которое также расположено на улице Муртуза Мухтарова 83, когда-то тоже являлось баней. Она была построена в 1885 году человеком по имени Гаджи Фараджулла.

Старинные бани на Советской
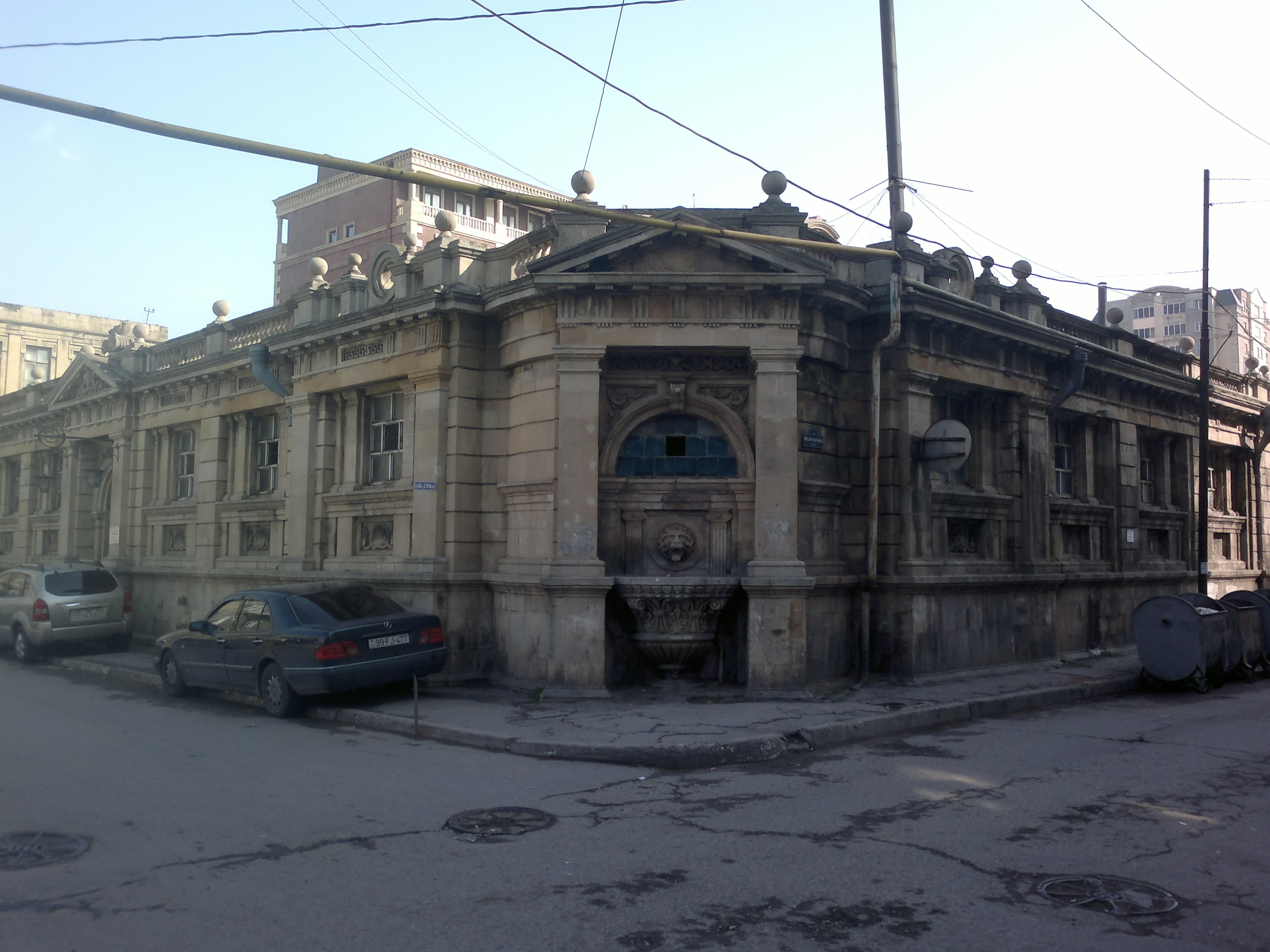
Баня "Фантазия". Улица Чингиза Мустафаева 114 (построена в 1886 году)
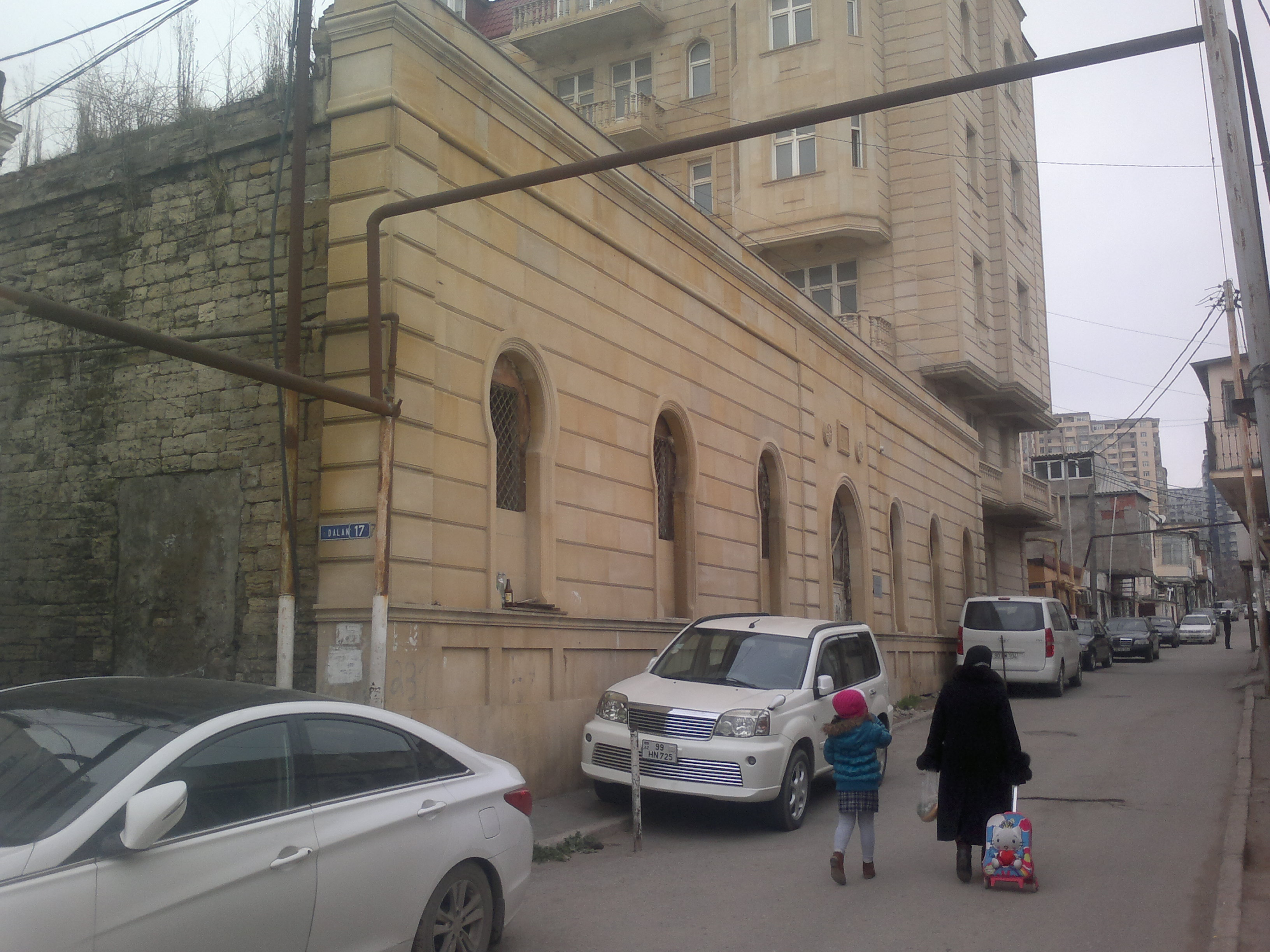
«Шор хаммам» (баня № 12). Улица Мирза Фатали Ахундова 105 (построена в 1889 году)
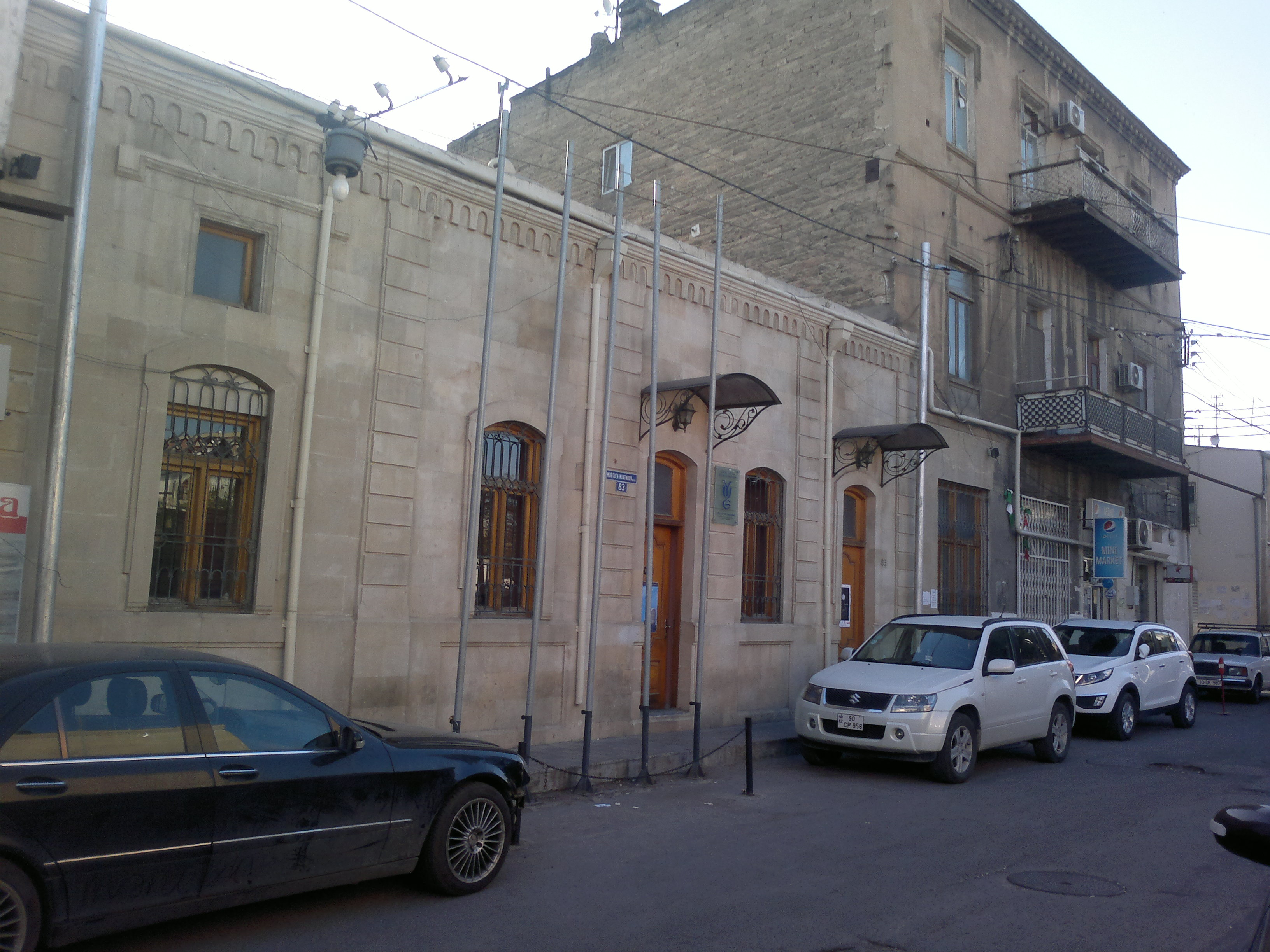
Здание Азербайджанского государственного театра «Йуг» (бывшая баня). Улица Муртуза Мухтарова 83 (построена в 1885 году)
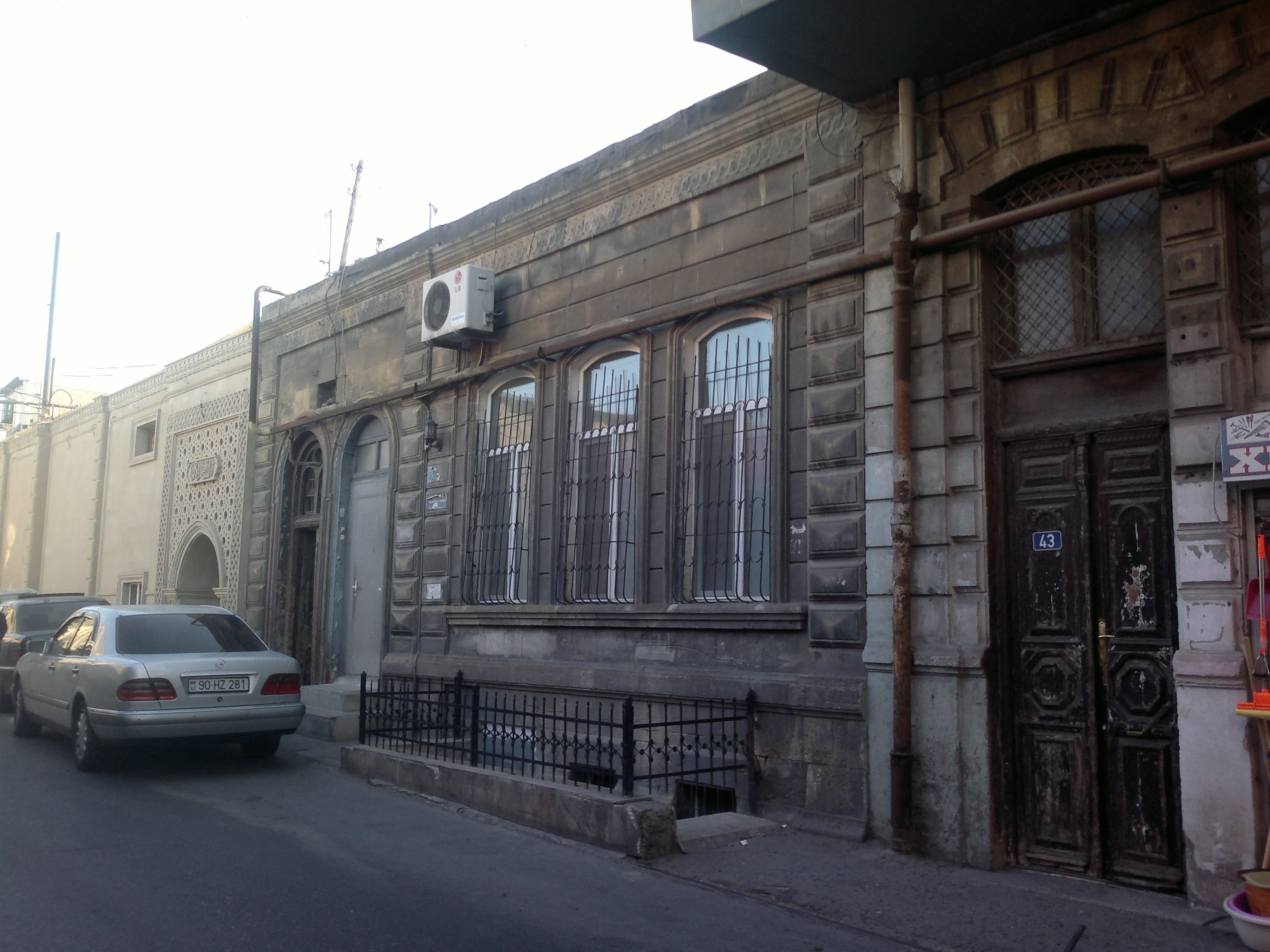
Улица Муртуза Мухтарова 41 (построена в XIX веке)
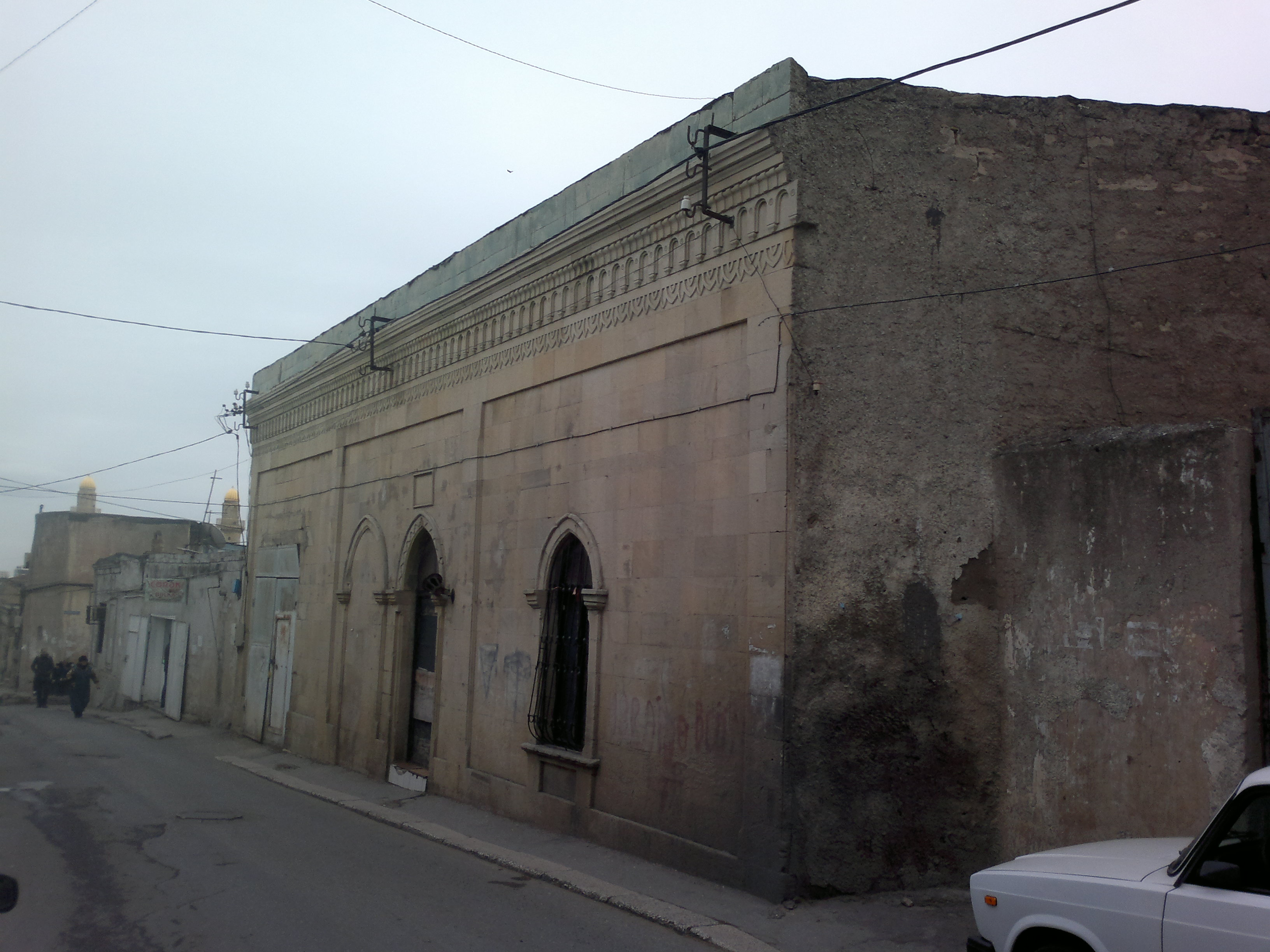
Улица Башира Сафароглу 36 (построена в XIX веке)
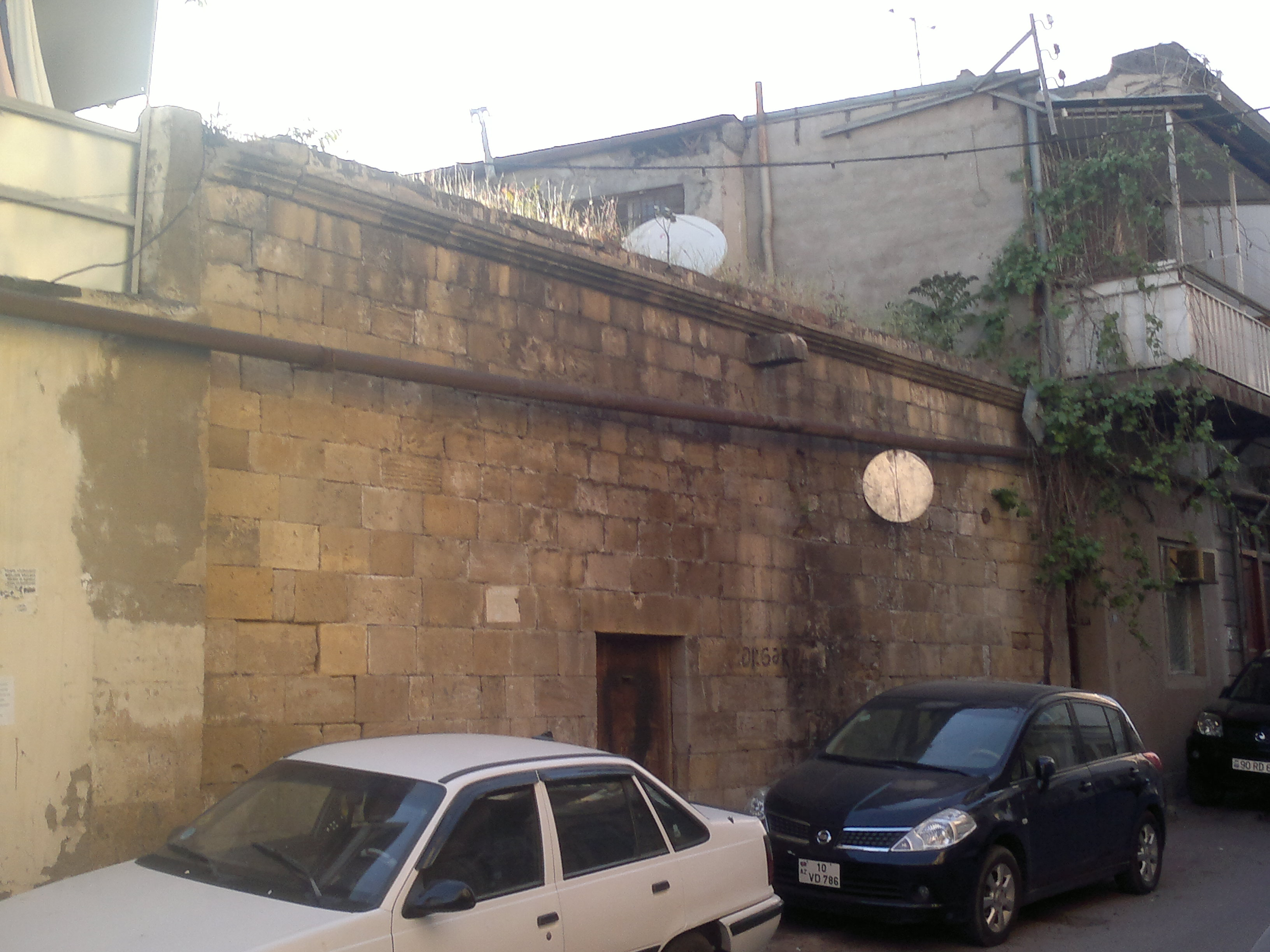
Улица Заргарпалан 87 (построена в 1899 году)
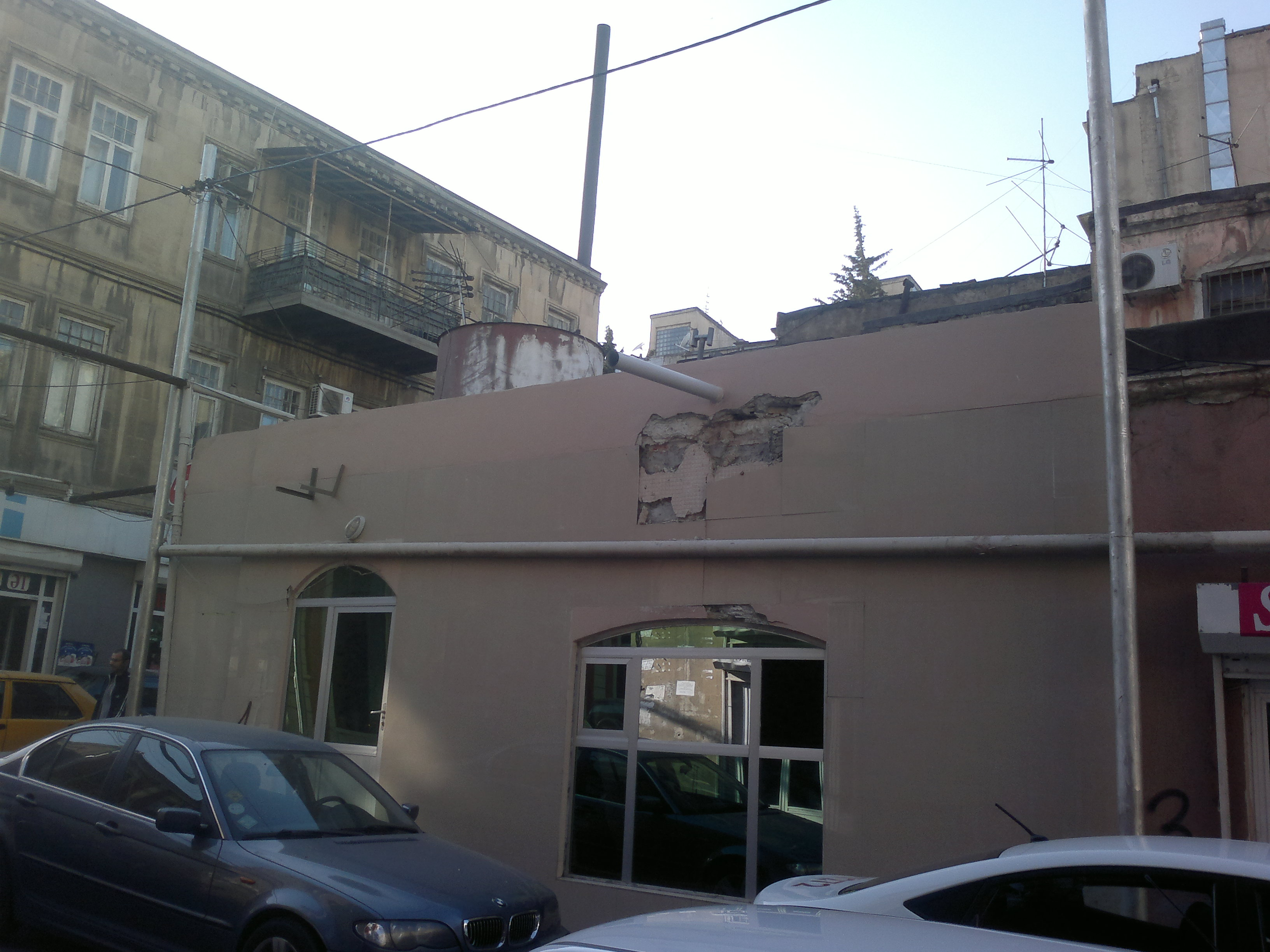
Улица Заргарпалан 48 (построена в 1886 году)
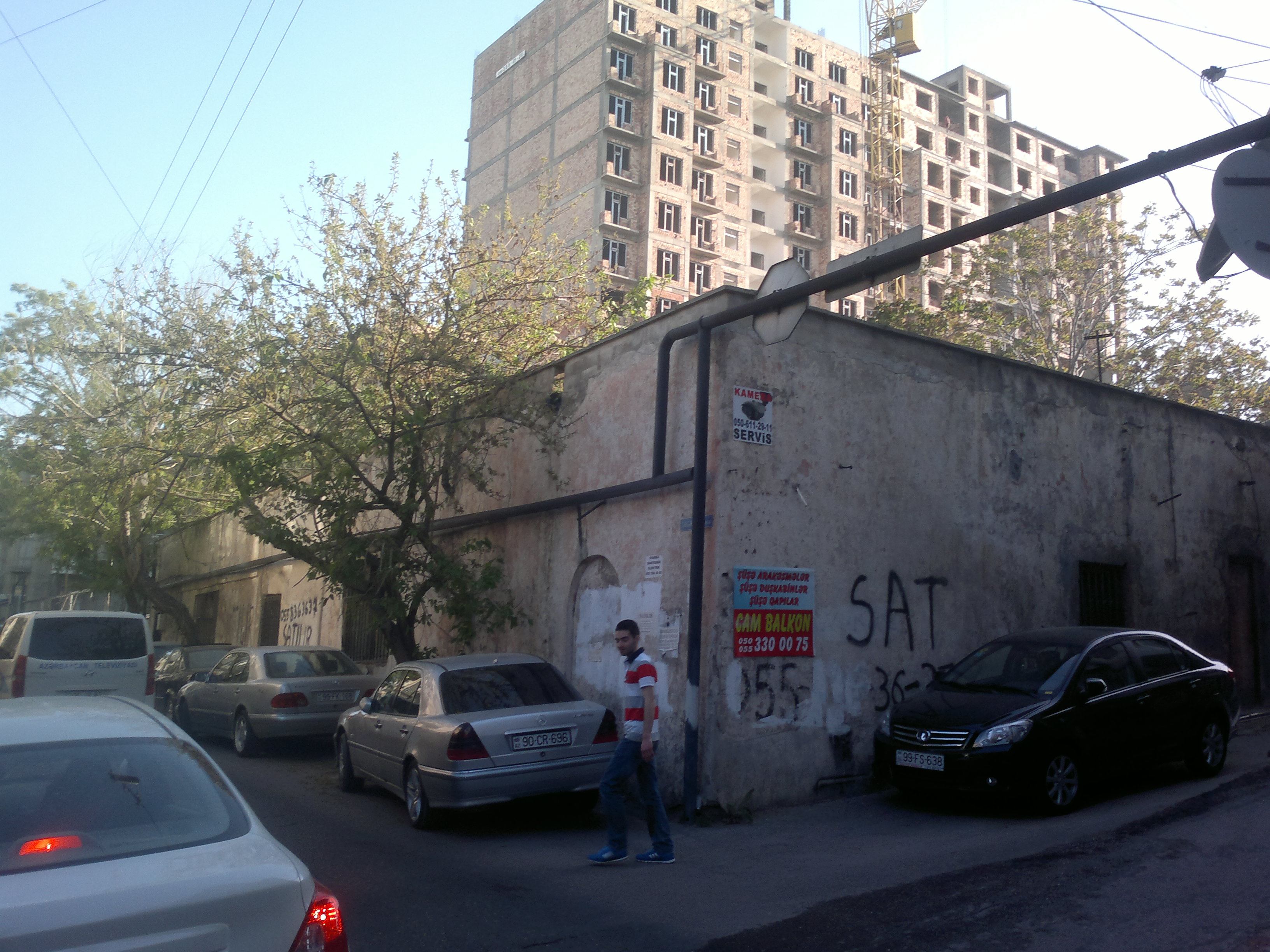
Баня Гаджикурбана Ашурова. Улица Заргарпалан 19 (построена в 1886 году)

### Водонапорные башни
На Советской расположено три водонапорных башен. Они были построены в XIX веке в связи с постройкой водопровода для подачи шолларской воды в Баку. Каждая из этих башен обеспечивала население шолларской водой. Эти башни функционировали вплоть до 50-х гг. XX века. По словам местных жителей, эти строения взяты под государственный контроль В мае 2016 года эти башни на Советской были исключены из списка охраняемых памятников решением Кабинета министров Азербайджана.

Водонапорные башни для подачи шолларской воды на Советской (построены в XIX веке)
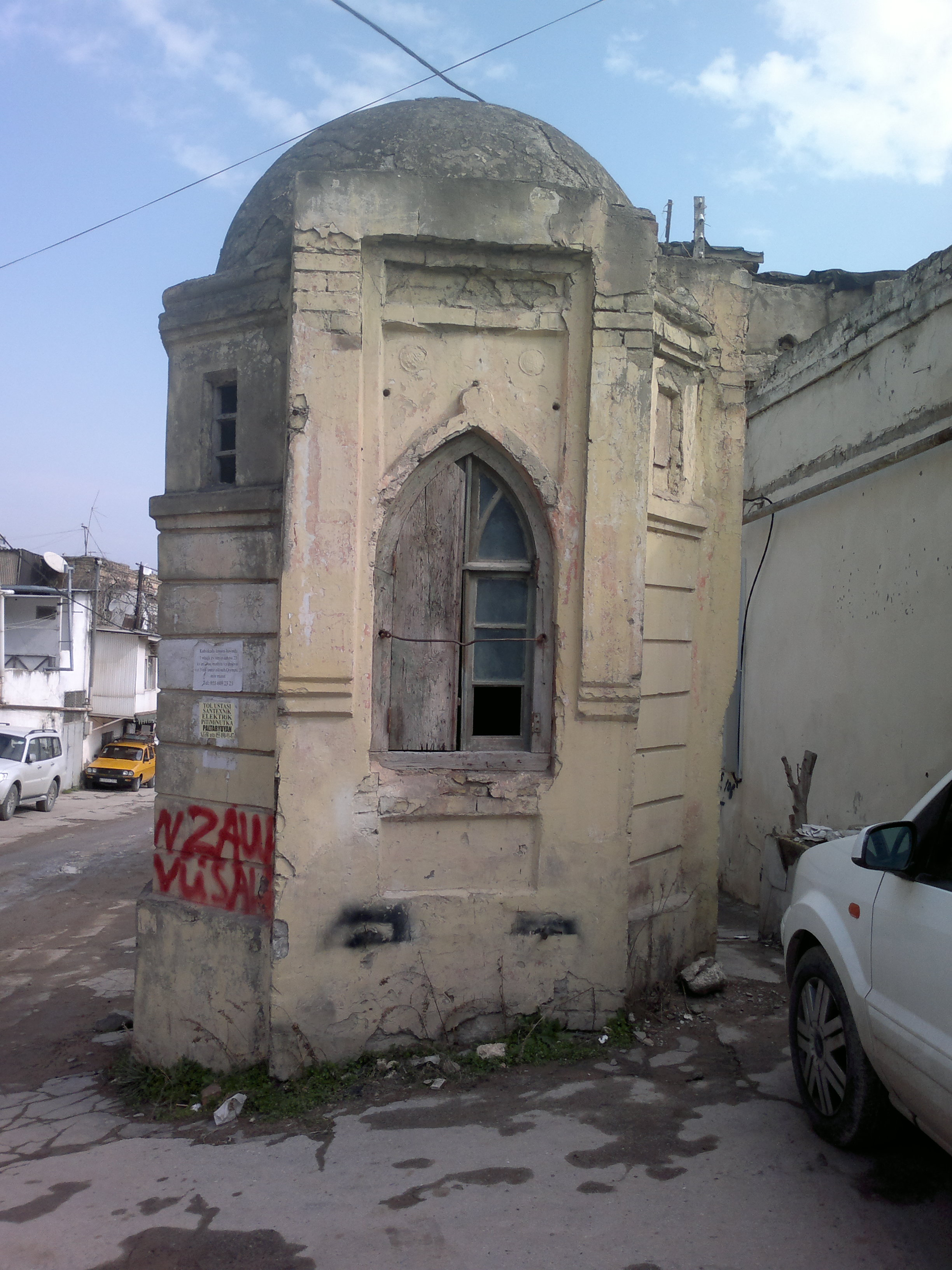
На пересечении улиц Сулеймана Рагимова и Абдуллы Шаига
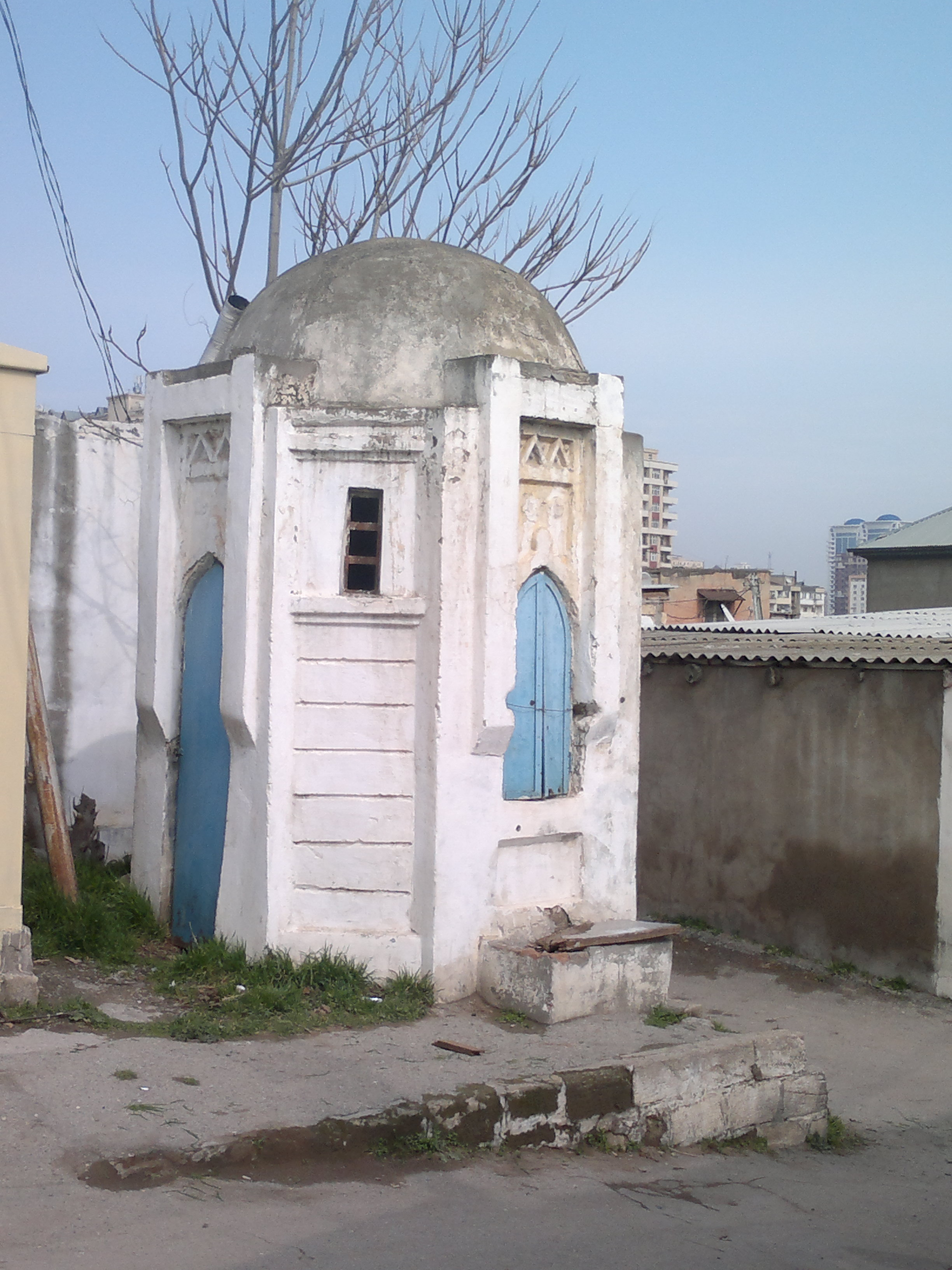
На пересечении улиц Салатын Аскеровой и Абдуллы Шаига
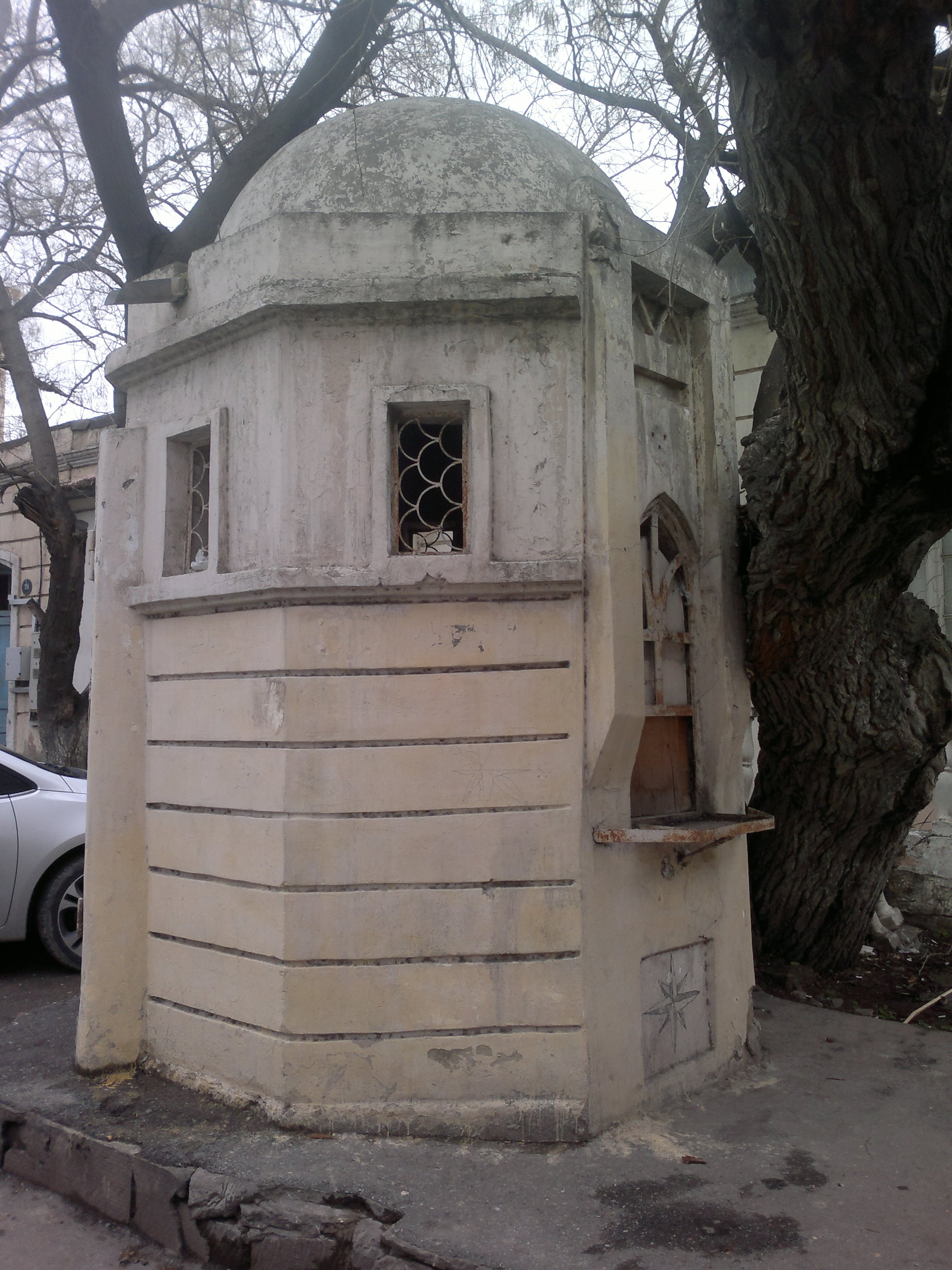
На пересечении улиц Шамиля Азизбекова и Расула Рзы

## Зелёные насаждения
На Советской некогда было много тутовых, инжировых, абрикосовых деревьев, произрастали виноградные лозы. По словам местных жителей, здесь произрастало тутовое дерево, ствол которого могли обхватить 3-4 человека. Так, например, на улице Абдуллы Шаига 211 растёт тутовое дерево возрастом 60-70 лет. Его корни ползут по земле на несколько метров. Также широко распространены платаны и ивы. В связи с начавшимися в 2014 году работами по сносу старых домов, некоторые деревья на Советской были повреждены или вовсе уничтожены.

## Снос Советской и разбитие Центрального парка
|                                             |  |
| Руины сносимой Советской в начале 2016 года |  |

Согласно Генеральному плану Баку, утверждённому в 2011 году, на всей территории «Советской» планировалось разбить обширную зелёную зону и социальные объекты. Обустраиваемая зона охватывает территорию от улицы Муртузы Мухтарова до проспекта Строителей, левая и правая границы «зелёной зоны» охватят территорию между улицами Салатын Аскеровой и Низами. Проложенные же новые дороги будут продолжением Зимнего бульвара и протянутся от здания Азербайджанского государственного драматического театра до проспекта Наримана Нариманова.
В связи с постройкой парка на территории начался снос домов. Также некоторые дома, наряду с тем, что были старыми и необустроенными, находились в аварийном состоянии. Жителям же сносимых домов со стороны государства в качестве компенсации предлагается 1500 манатов за каждый квадратный метр. Тем не менее, многие жители «Советской» отказывались покидать свои дома, ссылаясь на маленькую компенсацию.

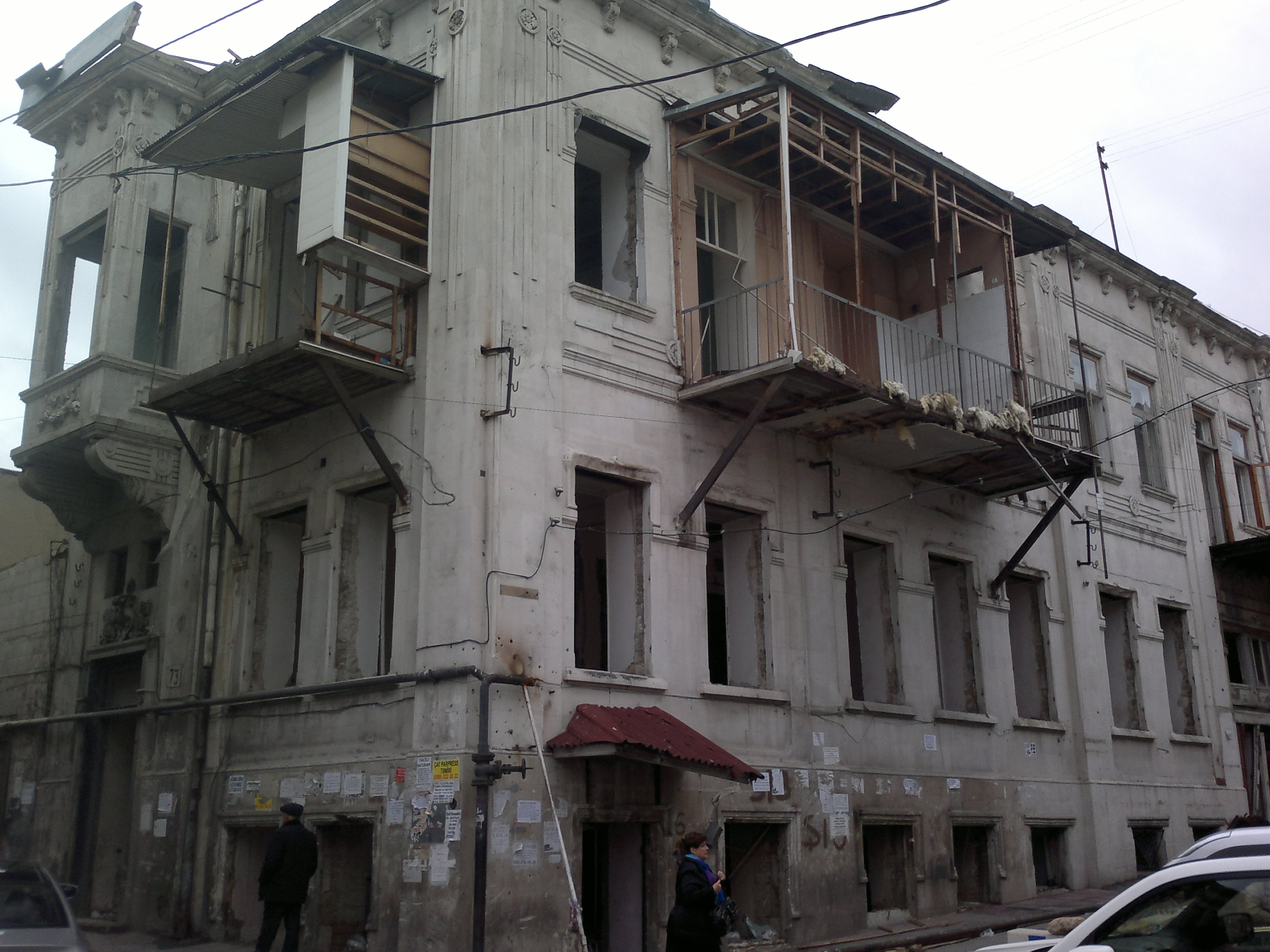
Построенный в 1900 году особняк братьев Тахмазовых в конце 2014 года. Снесён

За 2015 год были обмерены 8759 жилых и нежилых объектов на Советской. 2698 жителям обмеренных объектов уже была выделена компенсация. Всего же на данной территории планировалось снести 2320 жилых и нежилых зданий. 5959 жителей были исключены из регистрационного списка Ясамальского района. Также жителям домов с небольшой квадратурой на Советской от государства было выделено 103 квартиры в новостройке и 2 нежилых участка.
К началу 2016 года на Советской было снесено более 2000 домов. По словам местных жителей, среди снесённых уже зданий более 20 архитектурных памятников истории и культуры. Так, был снесён построенный в 1900 году особняк меценатов братьев Тахмазовых, охранявшийся государством. Здание было расположено по адресу улица Мирза Ага Алиева 124. Сотрудники ЖЭКа заявили, что здание было снесено, поскольку находилось в аварийном состоянии.
Министр культуры и туризма Азербайджана Абульфас Гараев заявил журналистам, что 118 исторических памятников на Советской будут сохранены. По словам министра, некоторые из них, которые не представляют архитектурную ценность, будут сохранены как музеи (например дома-музеи Абдуллы Шаига и Джалила Мамедкулизаде), другие же, которые не столь значимы, но имеют уникальные архитектурные узоры на фасадах, также останутся нетронутыми. По словам председателя комиссии по переселению при исполнительной власти Ясамальского района Самеда Исламова из 171 архитектурных памятников на Советской 76 будут снесены как утратившие своё историческое значение. 14 мая 2016 года был снесён дом Гулама Шарифова 1910 года постройки, в котором проживал его брат, актёр, народный артист Азербайджана Аббас-Мирза Шарифзаде.
|                  |  |
| Центральный парк |  |

Открытие Центрального парка состоялось в мае 2019 года. Площадь парка составило 20 гектаров. В парке посажено более 2100 деревьев 19 видов и свыше 137 тысяч цветов и кустарников. На территории парка расположилось 2 кафе и 7 площадок для отдыха и игр. В 2021 году начались работы по расширению парка. Территория между улицами Мирзааги Алиева и Башира Сафароглу засадили деревьями, создали прогулочные полосы.

## Карта объектов на Советской
| Карта | Легенда (в скобках даны даты постройки объекта) |
| --- | --- |
| 1 2 3 4 5 6 7 8 9 10 11 12 13 14 15 16 17 18 19 20 21 22 23 24 25 26 27 28 29 30 31 32 33 34 35 36 37 38 39 40 41 42 43 44 45 46 47 48 49 50 51 52 53 54 55 56 57 58 59 60 61 62 63 64 65 66 67 68 69 70 71 72 73 74 75 76 77 78 79 80 81 82 83 84 85 86 87 88 89 90 91 92 93 94 95 96 97 98 99 100 101 102 103 104 105 106 107 108 109 110 111 112 113 114 115 116 117 118 119 120 121 122 123 124 125 126 127 128 129 130 131 132 133 134 135 136 137 138 139 140 141 142 143 144 145 146 147 148 149 150 151 152 153 154 155 156 157 158 159 160 161 162 163 164 165 166 167 168 169 170 171 172 173 174 175 176 177 178 179 180 181 182 183 184 185 186 187 188 189 190 191 192 193 194 195 196 197 198 199 200 201 202 203 204 205 206 207 208 209 210 211 212 213 214 215 216 217 218 219 220 221 222 223 224 225 226 227 228 229 230 | Мечети 1. Мечеть Тезепир (1905-1915) 2. Мечеть Гаджи Султанали (1910) 3. Мечеть Имам Хусейна (1896) 4. Мечеть Касум-бека (начало XX века) 5. Мечеть Касум-бека (1897) 6. Мечеть Фатимы (начало XX века) 7. Мечеть Гаджи Джавад (1887) 8. Мечеть Гаджи Абдулрагимбека Кулибекова (1908) Церковь 9. Церковь Святого архангела Михаила (1845) Бани 10. Баня Ахунда (1885) 11. Баня по улице Б. Сафароглу 36 (XIX век) 12. Баня Гаджикурбана Ашурова (1886) 13. Баня по улице Заргарпалан 48 (1886) 14. Баня по улице Заргарпалан 87 (1899) 15. Баня «Шор хаммам» (1889) 16. Баня по улице М. Мухтарова 41 (XIX век) 17. Баня по улице М. Мухтарова 83 (1888) 18. Баня «Фантазия» (1886) Станции метро 19. «Низами Гянджеви» (1976) Театры 20. Азербайджанский государственный драматический театр (1960) Памятники 21. Памятник Зивер-беку Ахмедбекову (2011) 22. Памятник Физули (1962) Площади и парки 23. Площадь Физули 24. Зимний бульвар Водонапорные башни шолларской воды 25. Башня на пересечении улиц С. Рагимова и А. Шаига 26. Башня на пересечении улиц С. Аскеровой и А. Шаига 27. Башня на пересечении улиц Ш. Азизбекова и Р. Рзы Жилые дома (красным выделены снесённые в 2015-2016 гг. дома) 28. Здание Союза архитекторов Азербайджана (1899) 29. Дом по улице М. Мухтарова 22 (1897) 30. Дом по улице М. Мухтарова 26 (1902) 31. Дом по улице М. Мухтарова 28 (1902) 32. Дом по улице М. Мухтарова 29 (1908) 33. Дом по улице М. Мухтарова 43 (1906) 34. Дом по улице М. Мухтарова 47 (1904) 35. Дом по улице М. Мухтарова 97 (1898) 36. Дом по улице М. Мухтарова 103 (1898) 37. Дом по улице М. Мухтарова 105 (1902) 38. Дом по улице М. Мухтарова 115 (1911) 39. Дом по улице М. Мухтарова 117 (1910) 40. Дом по улице Ч. Мустафаева 47 (1893) 41. Дом по улице Ч. Мустафаева 49 (1891) 42. Дом по улице Ч. Мустафаева 52 (1881) 43. Дом по улице Ч. Мустафаева 53 (1892) 44. Дом по улице Ч. Мустафаева 54 (1909) 45. Дом по улице Ч. Мустафаева 59 (1885) 46. Дом по улице Ч. Мустафаева 60 (1901) 47. Дом по улице Ч. Мустафаева 62 (1890) 48. Дом по улице Ч. Мустафаева 68 (1891) 49. Дом по улице Ч. Мустафаева 69 (1896) 50. Дом по улице Ч. Мустафаева 72 (1895) 51. Дом по улице Ч. Мустафаева 76 (1887) 52. Здание детской спортивной школы (1896) 53. Дом по улице Ч. Мустафаева 81 (1892) 54. Дом по улице Ч. Мустафаева 82 (1909) 55. Дом по улице Ч. Мустафаева 84 (1896) 56. Дом по улице Ч. Мустафаева 89 (1892) 57. Дом по улице Ч. Мустафаева 91 (1888) 58. Дом по улице Ч. Мустафаева 93 (1897) 59. Дом по улице Ч. Мустафаева 109 (1894) 60. Дом по улице Ч. Мустафаева 110 (1908) 61. Дом по улице Ч. Мустафаева 112 (1896) 62. Дом по улице Ч. Мустафаева 115 (1886) 63. Дом по улице М. А. Алиева 102 (1916) 64. Дом по улице М. А. Алиева 115 (1910) 65. Дом по улице М. А. Алиева 124 (1900) 66. Дом по улице М. А. Алиева 126 (1890) 67. Дом по улице Б. Меджидова 63 (1901) 68. Дом по улице Б. Меджидова 65 69. Дом по улице М. Ф. Ахундова 1 70. Дом по улице М. Ф. Ахундова 2 71. Дом по улице М. Ф. Ахундова 3 (1901) 72. Дом по улице М. Ф. Ахундова 4 73. Дом по улице М. Ф. Ахундова 13 (1915) 74. Дом по улице М. Ф. Ахундова 20 75. Дом по улице М. Ф. Ахундова 24 76. Дом по улице М. Ф. Ахундова 25 (1900) 77. Дом по улице М. Ф. Ахундова 28 (1887) 78. Дом по улице М. Ф. Ахундова 30 (1900) 79. Дом по улице М. Ф. Ахундова 32 (1902) 80. Дом по улице М. Ф. Ахундова 35 81. Дом по улице М. Ф. Ахундова 37 (1889) 82. Дом по улице М. Ф. Ахундова 40 83. Дом по улице М. Ф. Ахундова 42 84. Дом по улице М. Ф. Ахундова 43 (1900) 85. Дом по улице М. Ф. Ахундова 45 (1909) 86. Дом по улице М. Ф. Ахундова 52 (1898) 87. Дом по улице М. Ф. Ахундова 83 88. Дом по улице М. Ф. Ахундова 84 89. Дом по переулку М. Ф. Ахундова 2 90. Дом по переулку М. Ф. Ахундова 18 (1902) 91. Дом по улице Н. Ашурбековой 15 (1904) 92. Дом по улице Н. Ашурбековой 48 (1900) 93. Дом по улице Н. Ашурбековой 55 (1900) 94. Дом по улице Н. Ашурбековой 58 (1901) 95. Дом по улице Н. Ашурбековой 60 (1903) 96. Дом по улице Н. Ашурбековой 61 (1900) 97. Дом по улице Н. Ашурбековой 65 (1902) 98. Дом по улице Н. Ашурбековой 67 (1907) 99. Дом по улице Н. Ашурбековой 74 (1902) 100. Дом по улице Н. Ашурбековой 75 (1858) 101. Дом по улице Н. Ашурбековой 82 (1900) 102. Дом по улице Н. Ашурбековой 99 103. Дом по улице Н. Ашурбековой 121 (1910) 104. Дом по улице Н. Ашурбековой 135 105. Дом по улице Н. Ашурбековой 171 (1902) 106. Дом-музей Абдуллы Шаига 107. Дом по улице А. Шаига 171 (XIX век) 108. Дом по улице Б. Сафароглу 43 (XIX век) 109. Дом по улице Б. Сафароглу 65 110. Дом по улице Б. Сафароглу 68 (1898) 111. Дом по улице Б. Сафароглу 70 (1898) 112. Дом по улице Б. Сафароглу 72 (1898) 113. Дом по улице Б. Сафароглу 76 (1898) 114. Дом по улице Б. Сафароглу 78 (1898) 115. Дом по улице Б. Сафароглу 83 (1880) 116. Дом по улице Б. Сафароглу 84 (1908) 117. Дом по улице Б. Сафароглу 93 (1896) 118. Дом по улице Б. Сафароглу 95 (1890) 119. Дом по улице Б. Сафароглу 102 (1899) 120. Дом по улице Б. Сафароглу 105 (1903) 121. Дом по улице Заргарпалан 5 (1910) 122. Дом по улице Заргарпалан 7 (1900) 123. Дом по улице Заргарпалан 9 (1911) 124. Дом по улице Заргарпалан 12 (1886) 125. Дом по улице Заргарпалан 16 (1887) 126. Дом по улице Заргарпалан 21 (1910) 127. Дом по улице Заргарпалан 30 (1900) 128. Дом по улице Заргарпалан 31 129. Дом по улице Заргарпалан 33 (1897) 130. Здание поликлиники № 2 МВД (1903) 131. Дом по улице Заргарпалан 41 (1890) 132. Дом по улице Заргарпалан 43 (1914) 133. Дом по улице Заргарпалан 46 (1904) 134. Дом по улице Заргарпалан 66 (1901) 135. Дом по улице Заргарпалан 71 (1900) 136. Дом по улице Заргарпалан 82 (1900) 137. Дом по улице Заргарпалан 92 (1904) 138. Дом по улице Заргарпалан 98 139. Дом по улице Заргарпалан 133 (1911) 140. Дом по улице Заргарпалан 137 (1911) 141. Дом по улице C. Рагимова 28 142. Дом по улице C. Рагимова 37 143. Дом по улице C. Рагимова 39 144. Дом по улице C. Рагимова 44 (1900) 145. Дом по улице C. Рагимова 60 146. Дом по улице C. Рагимова 70 147. Дом по улице C. Рагимова 86 (1914) 148. Дом по улице C. Рагимова 89 149. Дом по улице C. Рагимова 91 150. Дом-музей Узеира Гаджибекова 67 151. Дом по улице Ш. Азизбекова 101 152. Дом по улице З. Адыгёзалова 79 (XIX век) 153. Дом по улице З. Адыгёзалова 81 154. Дом по улице С. Рагимова 41 155. Дом по улице А. Кулиева 6 156. Дом по улице А. Кулиева 13 157. Дом по улице А. Кулиева 15 158. Дом по улице А. Кулиева 21 159. Дом по улице А. Кулиева 23 160. Дом по улице А. Кулиева 27 161. Дом по улице А. Кулиева 30 (1907) 162. Дом по улице А. Кулиева 33 (1894) 163. Дом по улице А. Кулиева 35 (1897) 164. Дом по улице А. Кулиева 36 (1896) 165. Дом по улице А. Кулиева 37 (1887) 166. Дом по улице А. Кулиева 39 (1898) 167. Дом по улице А. Кулиева 40 (1906) 168. Дом по улице А. Кулиева 44 (1889) 169. Дом по улице А. Кулиева 47 (1890) 170. Дом по улице А. Кулиева 50 171. Дом по улице А. Кулиева 51 (1888) 172. Дом по улице А. Кулиева 52 (1908) 173. Дом по улице А. Кулиева 57 174. Дом по улице А. Кулиева 65 (1910) 175. Дом по улице А. Кулиева 69 (1897) 176. Дом по улице А. Кулиева 74 (1908) 177. Дом по улице А. Кулиева 79 178. Дом по улице Видади 33 (1880) 179. Дом по улице Видади 42 180. Дом по улице Видади 50 (1903) 181. Дом по улице Видади 51 182. Дом по улице Видади 53 (1890) 183. Дом по улице Видади 58 (1893) 184. Дом по улице Видади 59 (1902) 185. Дом по улице Видади 64 (1893) 186. Дом по улице Видади 68 (1902) 187. Дом по улице Видади 73 (1910) 188. Дом по улице Видади 80 (1880) 189. Дом по улице А. Асланова 5 (1908) 190. Дом по улице А. Асланова 11 (1894) 191. Дом по улице А. Асланова 13 (1897) 192. Дом по улице А. Асланова 21 (1908) 193. Дом по улице А. Асланова 31 (1896) 194. Дом по улице А. Асланова 32 (1900) 195. Дом по улице А. Асланова 33 (1902) 196. Дом по улице А. Асланова 37 (1908) 197. Дом по улице А. Асланова 40 (1889) 198. Дом по улице Л. Толстого 55 (1909) 199. Дом по улице Л. Толстого 57 (1897) 200. Дом по улице Л. Толстого 68 (1898) 201. Дом по улице Л. Толстого 74 (1897) 202. Дом по улице Л. Толстого 76 (1897) 203. Дом по улице Л. Толстого 89 (1887) 204. Дом по улице Л. Толстого 93 (1902) 205. Дом по улице Л. Толстого 122 206. Дом по улице Л. Толстого 123 (1888) 207. Дом по улице Л. Толстого 131 (1911) 208. Дом по улице Л. Толстого 137 209. Дом по улице С. Тагизаде 43 210. Дом по улице С. Тагизаде 50 211. Дом по улице С. Тагизаде 51 (1888) 212. Дом по улице С. Тагизаде 54 (1909) 213. Дом по улице С. Тагизаде 56 (1907) 214. Дом по улице С. Тагизаде 58 (1887) 215. Дом по улице С. Тагизаде 59 (1898) 216. Дом по улице С. Тагизаде 62 (1890) 217. Дом по улице С. Тагизаде 68 (1896) 218. Дом по улице С. Тагизаде 70 (1893) 219. Дом по улице С. Тагизаде 73 (1880) 220. Дом по улице С. Тагизаде 78 (1911) 221. Дом по улице С. Тагизаде 79 (1911) 222. Дом по улице С. Тагизаде 80 (1909) 223. Дом по улице С. Тагизаде 84 224. Дом по улице С. Тагизаде 85 (1885) 225. Дом по улице Р. Кулиева 4 (1903) 226. Дом по улице Низами 8 (1914) 227. Дом по улице Низами 15 (1907) 228. Дом по улице Низами 37 (1900) 229. Дом по улице Низами 41 (1900) 230. Дом по улице Низами 47 (1900) |